# 北都交通 (北海道)

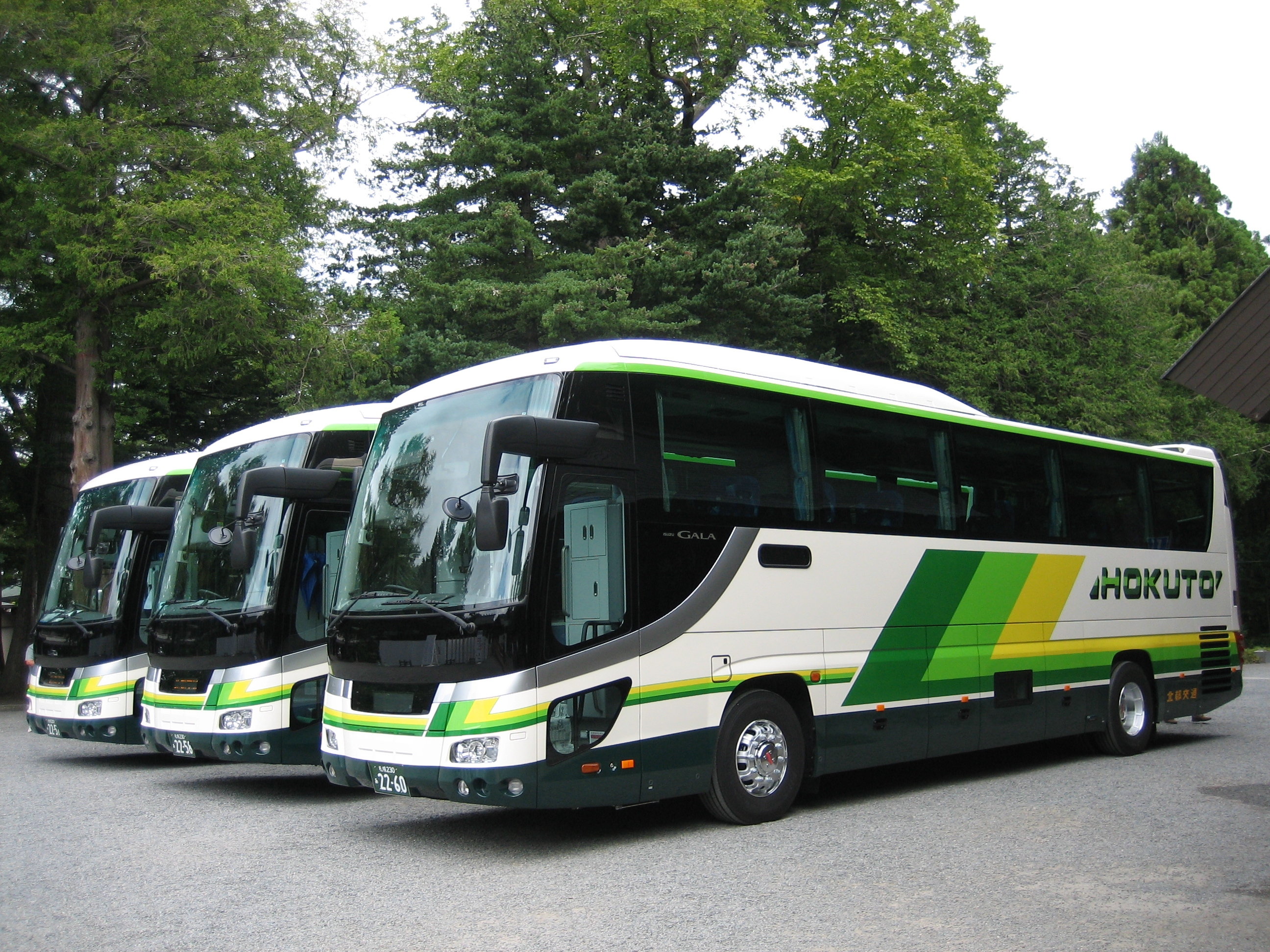
北都交通の大型車

北都交通株式会社（ほくとこうつう、英文社名：Hokuto Kotsu Co., Ltd.）は、北海道札幌市中央区に本社を置く、日本のバス・タクシー事業者である。
乗合バス事業では、札幌市内から新千歳空港および丘珠空港への空港連絡バス、道内各都市への都市間高速バスを運行する。また貸切バス事業や旅行業、ハイヤー・タクシー事業なども営む。
公益社団法人日本バス協会傘下の北海道バス協会会員、一般社団法人北海道タクシー協会会員。

## 歴史

### 北都タクシー設立
第二次世界大戦後、戦時統制が徐々に解除される中でバス事業やタクシー事業においても新規会社が設立された。発起人を始めとした会社設立を目指す有志により、1949年（昭和24年）12月24日に一般貸切旅客自動車運送事業の免許を申請。翌1950年（昭和25年）4月19日付で貸切バス事業の免許が下り、同年7月3日に資本金500万円で株式會社北都タクシーを設立登記、同年7月12日に営業運転を開始した。申請台数は7台であったが、戦時統制未解除によりガソリンの入手が困難だったため、実際に運行できたのは電気自動車4台とフォードの中古ガソリン車1台の5台のみであった。本社および車庫は札幌駅北側に置かれたが、電気自動車の充電設備は薄野にあるため営業開始前に出向かねばならず、1度の充電に何時間もかかり40km程度しか走行できず、極めて非効率的な状態での営業開始であった。また同年12月1日には、北都ハイヤー株式会社へ商号変更している。
1951年（昭和26年）になると燃料事情好転の兆しが見えたことから、同年2月6日付で1台増車の認可を受け、非効率であった電気自動車を廃して新たに国産自動車の「オータ号」に代替した。当時は札幌駅や苗穂駅での駅待ち体制が一般的であり、札幌市電が大雪などで運休する中でも運行できたため、ここへ来てようやく一般に認知されるようになっていった。なお、同年6月1日に新たな道路運送法が公布され、従来の一般貸切旅客自動車運送事業（貸切バス）は乗車定員11名以上の大型車が対象となり、定員10名以下のハイヤー・タクシーは一般乗用旅客自動車運送事業に分離された。これにより一般乗用旅客自動車運送事業の免許へ変更し、同年7月1日から施行された。
しかし経営基盤は盤石ではなく、現金収入は毎日あるものの月末の集計では常に赤字を計上するような状態であった。加えて、取締役の一人が以前勤務していた会社での問題が発端となり、乗っ取り工作を仕掛けられるなど紛争に巻き込まれた。防戦の結果同年末までに解決をみたものの、倒産寸前の状態まで追い込まれた。1952年（昭和27年）に役員を降格させ新体制で再出発。同年11月に資本金を倍増し、同年12月には薄野地区の札幌市南4条西6丁目に営業所を設置し、飲食店利用者をターゲットとするなどの営業活動を行った結果、同年末までに債務解消を果たした。その後も朝鮮特需などによりハイヤー需要は上向きとなり、1953年（昭和28年）後半には台数15台、従業員数25人程度に成長した。

### 昭和30年代の北都ハイヤー
1956年（昭和31年）10月に本社営業所を移転し、旧本社営業所を営業所に変更。1957年（昭和32年）7月には西営業所を開設し30台に増車した。また同年9月1日からはタクシーメーターを導入して運賃を区間制から距離制に変更するなど、事業拡大および近代化が図られた。一方で運賃が高いとの批判が根強く、同年4月26日と1958年（昭和33年）7月からの北海道大博覧会開催を前にした5月29日の2度にわたり運賃引き下げを実施した。
1960年（昭和35年）4月1日からは札幌乗用自動車協会を中心とした共通タクシーチケットの取り扱いを開始した。それまでは各社独自のタクシーチケットを発行していたが、後払いのため集金に訪れた社員に代金を支払わない乗客もおり、業績に影響を及ぼすほどであった。そのため協会が集金等の業務を一括して行うようになり、運賃不払いが解消されたことから利益率が大幅に向上した。
1961年（昭和36年）4月21日、労働時間を8時間2交替とする勤務体制を導入した。24時間拘束が当たり前であった当時としては画期的なことで、拘束時間が長いことによる事故発生率の高さや健康問題に配慮したものである。この勤務体制導入に際しては「北都ハイヤーは潰れる」と批判する者もあったが、車両1台あたりの収益率は低下したものの人件費が大幅に圧縮できたことから乗務員1人当たりの売上は向上し、労使ともにメリットが大きく経営基盤の向上に大きく寄与した。

### 航空会社と提携、北都航空バス設立
1954年（昭和29年）8月10日、全日本空輸（全日空）の前身企業の一つであった日本ヘリコプター輸送（日ペリ航空）が、東京 - 三沢 - 千歳間に定期航路を就航させた。当社と日ペリ航空の当時の札幌地区総代理店であった日通航空は顧客先として関係が深かったこともあり、日通航空と提携して札幌市内と千歳空港間で日ペリ航空利用者専用ハイヤーを運行開始した。これが現在の新千歳空港連絡バスの原点である。日ペリ航空の就航当初は、乗客定員が14名のデ・ハビランド ヘロン型機であったため地上輸送はハイヤー数台で間に合っていたが、1955年（昭和30年）にはダグラス DC-3型機になり地上輸送も大型化が迫られたことから、日ペリ航空が所有する自家用バスを北都ハイヤーの乗務員が運行する形態に変更された。この専用バスには車体側面に「日ペリ航空」と大書され、飛行機に関連したイラストが描かれていた。
1957年（昭和32年）12月1日付で、日ペリ航空はもう一つの前身会社である極東交通と合併して全日本空輸 (ANA)となり、1959年（昭和34年）にはコンベア440を投入するなど機材の更なる大型化を行った。それにより航空需要の増大が予測されたため、ANAとの提携を強化し地上輸送の増加に対応できる体制を整えるため、新たなバス会社の設立を計画。同年6月10日に子会社として北都航空バス株式会社を資本金500万円で設立登記、ANAの従業員輸送に加えてANA旅客の地上輸送を引き継ぎ、同年7月25日より営業開始した。そのため特定旅客自動車運送事業の免許を受け、北都航空バスの本社は北都ハイヤー本社に併設した。
ANAは1960年（昭和35年）8月1日よりバイカウント744型機を、翌1961年（昭和36年）7月17日より同828型機を就航させた。これによる地上輸送の増加に対応するため、1960年（昭和35年）7月に資本金を倍増し、同年10月に営業所を設置、同年11月より増車して対応した。またこの頃から貸切バス事業にも着目し、翌1961年（昭和36年）5月1日には一般貸切旅客自動車運送事業免許を取得した。事業区域は札幌市と千歳市および千歳郡で、ANA旅客の地上輸送も特定バス免許に切り替えた。また同日付で北都バス株式会社へ商号変更している。

### 低迷する北都バス 北都ハイヤーと合併へ
1962年（昭和37年）2月、北都バス株式会社本社を北30条に移転し旧営業所を廃止。バス車庫は北都ハイヤーに併設していたがすべて本社に集約された。1964年（昭和39年）7月22日には一般乗合旅客自動車運送事業免許を取得し、ANA旅客の地上輸送は同年11月21日より乗合バス免許に切り替えた。
貸切バス事業は現在は旅行代理店を通すのが主流であるが、当時の北都バスでは直接予約を受け付ける直扱いが多数であった。しかし直扱いばかりでは収支の改善は難しく慢性的な赤字状態となっていた。ANA旅客の地上輸送に関しては比較的安定していたものの、1966年（昭和41年）は日本国内で航空事故が5件発生し、航空旅客の利用低下を招いた。中でも全日空羽田沖墜落事故と全日空松山沖墜落事故の2件の事故を起こしたANAに対する風当たりは強く、特に同年2月4日に発生した前者は千歳空港便であったことから、そのあおりを受けてバスの地上輸送も低迷を極めることになった。そして不安定なバス事業を継続するために採られた方策は、黒字経営であった北都ハイヤーとの合併であった。
同年5月27日には北都ハイヤー、翌5月28日には北都バスの株主総会にて合併を決議。この合併に際しては赤字会社が黒字会社を吸収合併する方が税法上のメリットがあったことから、北都バスを存続会社として北都ハイヤーを吸収する合併を行うこととした。両者の決議に基づき合併準備を進めた結果、同年11月28日に合併新会社が発足、同年12月1日に北都交通株式会社へ商号変更し登記を完了。翌1967年（昭和42年）2月8日に陸運局から合併の認可が下り、同年2月14日をもって合併に伴うすべての手続きが完了した。

### 北都交通発足、事業拡大
資本金3,900万円、従業員数約230名、ハイヤー69台、バス20台と事業規模を拡大した北都交通では、業務の運営はハイヤーとバスの事業部制を採用し、各事業の呼称は従来通り「北都ハイヤー」「北都バス」とした。合併前の北都バスでは1,500万円の資本金に対し2,600万円の負債を抱えており3年で解消させる計画であったが、ANAがボーイング727型機を投入するなど事故によるイメージ悪化払拭に全力を挙げたところ客足が戻り、ANA旅客の地上輸送も安定を見せた。合わせて社内体制の合理化を徹底的に進めるなど体制の見直しを行った結果、赤字を1年で解消するに至った。

#### ハイヤー事業部
1970年（昭和45年）の創業20周年には、記念事業として1億円の巨費を投じて札幌市琴似町八軒（現・ダイイチ八軒店敷地）にハイヤー営業所を開設した。従来の営業所は本社併設で事業拡大後は敷地が手狭となったため、同年5月7日に起工式を行い8月上旬に完成した。広大な敷地内の社屋には温水暖房や浴室などの設備ができ、労使ともに使いやすい施設が完成した。その後は1972年（昭和47年）に開催された札幌オリンピック特需があったが、オリンピック特需が去った後は過当競争に巻き込まれ、実車率にして48%程度に落ち込んだ。1975年（昭和50年）5月には観光営業課を開設、ハイヤーによる観光客の集客を始めた。
1989年（平成元年）6月1日には、太平自動車、北びしハイヤーと組んで「札幌タクシー無線事業組合」を設立した。3社共通の車体色を採用し、同一タイプの無線装備により基地局から配車指令を行うもので、タクシー会社の区別なく配車するシステムにより待ち時間短縮など効率的な配車を目的とし、予約電話番号の語呂合わせから「ニコニコ無線」と呼ばれた。当時の札幌地区では珍しいシステムで、1日平均1,000 - 2,000件の利用があった。

#### バス事業部
1968年（昭和43年）1月10日、篠路にバス営業所を開設。同年4月25日にはワンマンバス運行指定を受けた。運転手と車掌の2名乗務ではコストが嵩むことが一番の理由であったが、札幌市内 - 千歳空港間をノンストップ運行しており、ワンマン化による運転手の労力増大は最低限で済むことから、労働組合からも特に反対の動きは出ず移行することができた。さらに同年8月には貸切バスの事業区域を江別市、札幌郡、石狩郡、札幌市の旧手稲町域に拡大している。1969年（昭和44年）5月1日には夏期限定で丘珠空港線の運行を開始、5月26日にはバス営業所が自動車整備業の認証を受け整備事業を自社運営化。同年7月21日には千歳市にもバス営業所を開設している。
1975年（昭和50年）1月には広島町（現：北広島市）の大曲工業団地にバス営業所を開設し大型バス110台を集約。千歳空港へも比較的近くなり効率的な配車が可能となった。中型・小型バスについては1976年（昭和51年）10月にマイクロバス営業所を開設、1978年（昭和53年）3月の移転と同時に小型バス営業所へ改称した。大曲の営業所は後に本社となり、現在は営業部とバス事業部が置かれている。1977年（昭和52年）10月には月寒に月寒営業所を新築開設。ガイド課を新設しバスガイドの自社養成を開始した。翌1978年（昭和53年）10月には本社を月寒営業所ビルに移転。翌1979年（昭和54年）6月からはANAからの委託を受け「全日空ビッグスニーカー号」の運行を開始。1981年（昭和56年）3月からは日本近距離航空（現：エアーニッポン）との提携により、丘珠空港線の定期運行を開始した。
また1970年代末以降は札幌地区以外の地域へも進出し、1979年（昭和54年）9月には函館市にバス営業所を開設、北海道観光拠点のひとつである函館進出を果たした。1984年（昭和59年）2月に北海道バス から定期観光バス事業の譲渡を受け、函館地区定期観光バスを営業開始。1985年（昭和60年）8月には函館空港 - 大沼公園間で路線バスの運行を開始した。函館に拠点を構えたメリットとして、1984年（昭和59年）開設の高速バス札幌函館線「オーロラ号」では札幌・函館営業所の双方の乗務員が運行し、中間地点で車両交換して札幌・函館に戻る運用を行い、人件費抑制に繋げたことなどが挙げられる。1987年（昭和62年）6月には釧路市に釧路営業所を開設し、道東地区での空港連絡バス「ANAビッグスニーカー号」や貸切バスの拠点とした。さらに1992年（平成4年）には名古屋鉄道より根室交通を買収し子会社化している。
しかし、1980年（昭和55年）10月1日の国鉄千歳空港駅（現・南千歳駅）開業により、千歳空港連絡バスの乗客が大幅に減少するなどの影響が見え始めていた。

#### 関連事業
関連事業にも注力し、一時期は13社・1協同組合の系列会社を擁していた。
代表的なものとして、関連会社第一号として1958年（昭和33年）に設立し、保険業務などを行う「株式会社北都商会」（取扱業務拡大による分社化で、保険業務は1987年（昭和62年）に「株式会社北都サービス」へ分社）、1974年（昭和49年）12月に設立し、ANA航空券販売業務を主体とする「株式会社北都交通トラベルサービス」、1960年代後半から三菱製バスを継続導入したことに関連して1977年（昭和52年）12月16日に設立した「北都三菱自動車販売株式会社」等がある。1987年（昭和62年）7月に設立した「株式会社札幌霊柩社」では、札幌市内ではそれまで1社独占であった葬儀用車両運行事業に参入している。
バブル景気時代の1990年（平成2年）7月3日には、増毛町に貸切バスの途中休憩・食事を行うドライブイン施設「越後の舘・ましけ」を開業した。これは40周年記念事業として新たな戦略を模索していたところ、北都交通トラベルサービス社員の先祖が新潟県出身で実兄が新発田市に在住しており、村上市にある旧商家「吉田邸」が道路拡張工事による解体が計画されたものを移築して利用した施設である。当時は天売島・焼尻島への定期観光バスを運行していたが、途中に適当な休憩・食事施設がなく、ちょうど中間地点にあたる増毛町に「吉田邸」を移築して開業を目指す構想が固まり、1988年（昭和63年）より担当者が村上市や増毛町を度々訪問して折衝を続け1989年（平成元年）に決定。同年9月27日に増毛町別刈コチャナイの現場で地鎮祭を挙行した。同年11月に海上輸送で吉田邸が到着し、村上市の大工による復元工事や関連する建物の新築が進められた。1990年（平成2年）4月に運営会社として「ほくと開発株式会社」を設立、合わせて増毛町内の水産加工会社を買収するなどして施設開業に備えた。

### 民事再生法適用を申請
しかし1990年に入ると、バブル崩壊による景気低迷の影響を受けて業績不振に陥り、1992年（平成4年）のJR新千歳空港駅開業による新千歳空港連絡バスの更なる低迷、2002年（平成14年）2月1日のバス事業規制緩和による新規参入ツアーバス会社との価格競争の激化により売上は激減。同時期には」ハイヤー利用客も減少し、さらにバブル時代時に開業させた増毛町の関連事業不振に圧迫され、2003年（平成15年）3月期には10億8,500万円の債務超過に陥った。
2004年（平成16年）5月には、このままでは1か月後に経営破綻する事態にまで至り、銀嶺バス社長（当時）の渡邉克仁に北都交通の再建を打診。渡邉はこれを受け、当時の北都交通はバス126台・タクシー131台を保有する大規模事業者であったが、同社が倒産すれば北海道観光への影響は計り知れないと考え、銀嶺バス再建の経験も後押しして再建を受諾した。
北都交通は、同2004年（平成16年）6月17日に札幌地方裁判所へ民事再生法の適用を申請、再生開始の決定を受けた。帝国データバンク札幌支店によれば負債総額は53億6,000万円。同日の申請時点でバス126台、ハイヤー131台、従業員数は嘱託を含めて623名、営業拠点は7箇所であった。北都交通の資本金2億5,000万円を全額減資し、銀嶺バスが第三者割当増資に応じる方向で再建が進められることになった。また同日付で北都交通トラベルサービスと北都サービスは自己破産を申請した。

### 銀嶺バス傘下で再スタート
新社長に就任した渡邉克仁の下で、翌2005年（平成17年）に提出された経営再建計画では10年間での再建を目標とし、2014年（平成26年）3月までに再建完了する予定としていた。その間に不振であった貸切バス事業を縮小し台数を半減するとともに、路線バスのダイヤ・運賃・停留所の見直し、低燃費車両への入れ替え、営業所・関連会社の整理といった再建策を進めた。また事業縮小だけでなく新たなニーズの掘り起こし策として、新千歳空港 - 帯広間の都市間高速バスや同空港から定山渓温泉までの直行バスなどの新路線開設も進めた。そうした経営再建策の結果により収益が改善し、再建開始直後から黒字転換。2008年（平成20年）8月中に残債務を弁済し、約6年の前倒しで再生手続きを完了した。
事業再建による関連会社整理の結果、かつて10数社を擁した関連会社は根室交通と札幌霊柩社の2社となった。資本関係はなくなったが北都交通が関連会社として設立し現存する企業は、丘珠空港の空港警備など警備業・清掃業を営む「ジーエム北都株式会社」などがある。また北都交通トラベルサービスの自己破産申請後も、北都交通の窓口として営業継続していた大谷地バスターミナル内の旧北都交通トラベルサービス大谷地営業所は2009年（平成21年）8月20日をもって営業終了した。
2013年（平成25年）7月26日、北都交通が銀嶺バスからバス事業の譲渡を受け事業を一本化した上で、同年9月を目処に、銀嶺バスは持株会社「北都ホールディングス」に改組する予定であることが報じられた。そして銀嶺バス公式ウェブサイト上で、同年10月に銀嶺バスが北都交通へ経営統合されたことが告知された。同年10月2日より、銀嶺バスが運行してきたバスは北都交通による運行へと切り替えられた。

### 年表
- 1950年（昭和25年）
  - 7月3日 - 株式会社北都タクシーとして設立[1]。
  - 12月1日 - 北都ハイヤー株式会社へ商号変更[1]。
- 1954年（昭和年）8月 - 日本ヘリコプター輸送（日ペリ航空、全日本空輸の前身企業の一つ）が、東京 - 千歳間に就航。これに伴い、札幌 - 千歳空港間で日ペリ航空利用者専用ハイヤーを運行開始[1]。これがのちの新千歳空港の空港連絡バスの原点となる[1]。
- 1957年（昭和32年）12月1日 - 日本ヘリコプター輸送と極東航空株式会社が合併し、全日本空輸株式会社 (全日空、ANA) となる。
- 1959年（昭和34年）6月10日 - 全日空発足による航空機の大型化に対応するため、子会社として北都航空バス株式会社を設立[1]。
- 1961年（昭和36年）5月1日 - 北都航空バスを北都バス株式会社へ商号変更[1]。同時に北都バスが貸切バス事業を開始[1]。
- 1967年（昭和42年）2月8日 - 北都バスを存続会社、北都ハイヤーを吸収会社とする合併を行い、北都交通株式会社へ商号変更[1]。
- 2004年（平成16年）6月17日 - 北都交通が札幌地方裁判所へ民事再生法の適用を申請、再生手続開始が決定[36][37]。これに伴い銀嶺バスの傘下入りし、同社社長の渡邊克仁が新社長に就任[1]。
- 2008年（平成20年）8月 - 債務弁済に伴い、再生手続を終了[38]。
- 2010年（平成22年）6月10日 - 本社を北広島市大曲から札幌市中央区へ移転、バス事業部は引き続き北広島市大曲に存置[1]。
- 2013年（平成25年）10月 - 北都交通が銀嶺バスと経営統合、銀嶺バスのバス事業を継承する[39][40]。
- 2021年（令和3年）4月 - 空港連絡バス全車両に北海道内では初となる「Visaタッチ決済」を導入[1]。
- 2022年（令和4年）
  - 4月1日 - コロナ禍の影響を受け、函館支店の営業を無期限休止する[42]。
  - 6月 - タクシー全車両に配車アプリ「GO」を導入[1]。
- 2023年（令和5年）
  - 2月 - 空港連絡バス全車両に「JCBタッチ決済」を導入[1]。
  - 6月18日 - 八雲町の国道5号を走行中の高速はこだて号函館行（北都交通担当便）がトラックと正面衝突し、バスの乗務員1名と乗客3名が死亡、乗客12名が怪我。八雲町都市間高速バス正面衝突事故も参照[43]。

## 事業所
すべて北海道に所在。
- 本社 - 札幌市中央区大通西6丁目10-11 北都ビル5階[1]
- ハイヤー事業部 - 札幌市中央区北4条西13丁目1-1[1]（札幌営業所を併設）
  - 千歳支店 - 千歳市北信濃783-1-4[1]
- バス事業部 - 北広島市大曲824番80[1]（大曲営業所を併設）
  - 新千歳空港営業所 - 千歳市美々（新千歳空港ターミナルビル内）
  - 函館支店 - 函館市瀬戸川町34-10[44]（営業休止中[42]）

## ハイヤー事業

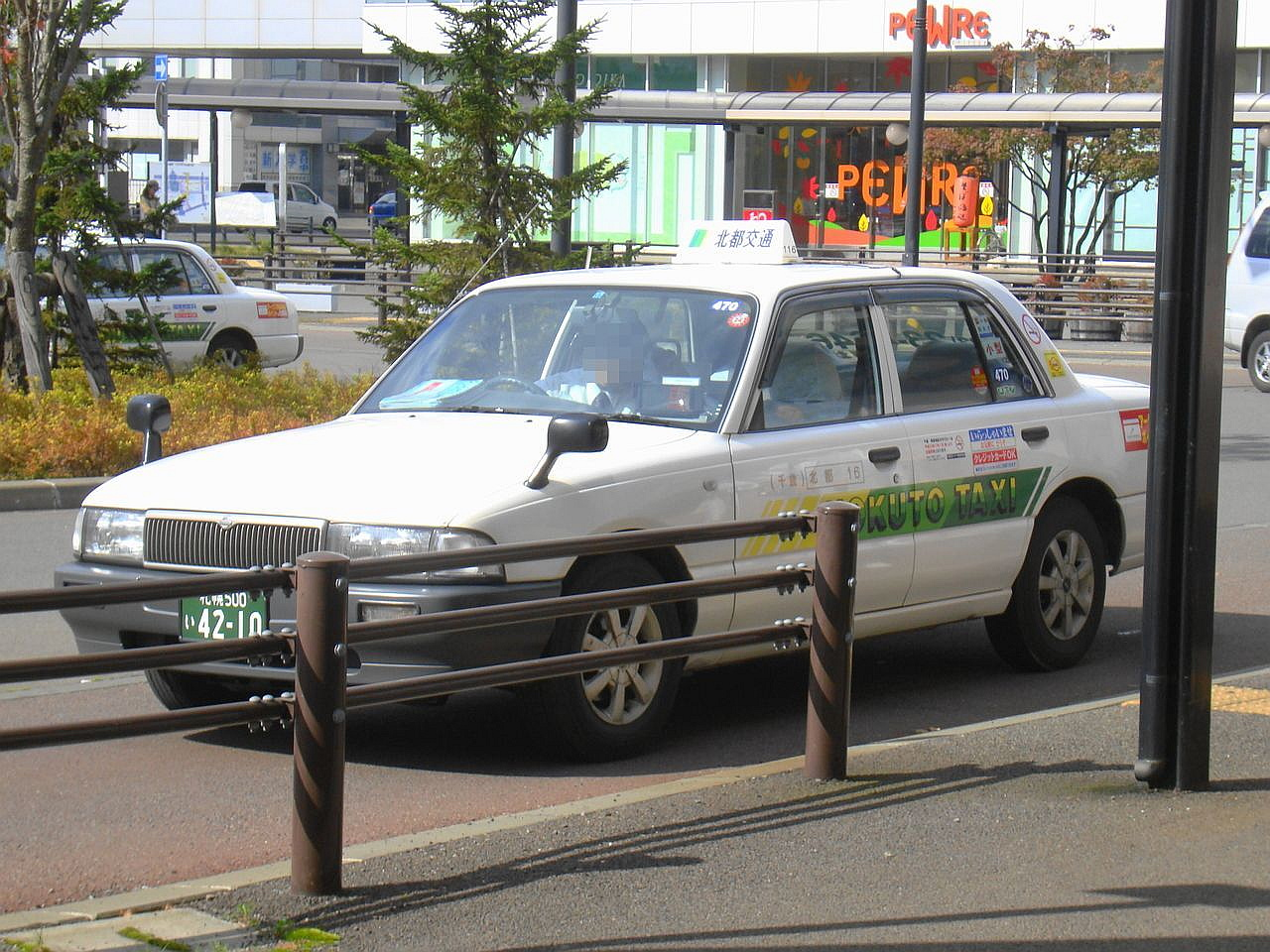
千歳営業所（当時）の車両

札幌交通圏と千歳市でタクシー事業を行い、観光貸切ハイヤーも運行する。
札幌タクシー無線事業組合（通称：ニコニコ無線）は解散し、単独で事業を行う。かつてニコニコ無線に属していた「太平自動車」と「北びしハイヤー」は無線組合解散後、三和交通傘下のSKグループに属する。

## バス事業
以下、「中央バス」は「北海道中央バス」を示す。

### 路線バス
路線バス事業は空港連絡バス、都市間高速バス、定期観光バスのみで、いわゆる一般路線バスは運行していない。車両は2017年（平成29年）3月31日現在で84台（大曲営業所74台、函館支店10台）保有する。
空港連絡バスにおける車内での運賃支払い方法は中央バス運行便と統一されておらず、北都交通運行便で使える方法は現金・乗車券に加えて以下がある。
- PayPay - 2020年（令和2年）12月4日より[46]
- タッチ決済
  - Visa - 2021年（令和3年）4月15日より[47][48][49]
  - JCB, American Express, Diners Club, Discover - 2023年（令和5年）2月1日より[50]
  - Mastercard（Mastercardコンタクトレス） - 2025年（令和7年）5月20日より[51]
- WILLER 飛び乗りチケット - 2023年（令和5年）3月7日より（円山系統および真駒内系統のみ）[52]

Kitacaなどの交通系ICカード全国相互利用サービス対応各カードは車内での運賃支払いには使用できないが、新千歳空港営業所にて「Kitaca電子マネー」を導入しており、窓口営業時間内はKitacaおよび電子マネー提携各カード（リンク先の赤枠内）を使用し乗車券を購入できる。
都市間高速バス予約制路線は、特急わっかない号および中央バスが関連する路線は発車オ〜ライネットなど、その他路線は北都交通グループ運営のインターネット予約サイト「バスNAVI北海道」および2010年（平成22年）9月14日より提携を開始した「WILLER TRAVEL」などで受け付ける。

#### 新千歳空港連絡バス
小樽発着を除き、停留所ごとにアルファベットと数字から成るナンバリングが付される。アルファベットは系統別、数字は新千歳空港側から順に割り振られる。全系統共通停留所のアルファベットは、新千歳空港と南千歳駅はAP、恵庭と輪厚はHWが付される。
新千歳空港・南千歳駅と以下を結ぶ。
北都交通・中央バス運行
- S：札幌ドーム・福住駅（福住バスターミナル）・月寒中央駅・豊平郵便局・すすきの・札幌駅・主要ホテル
- D：札幌駅・大通公園・すすきの・中島公園（直行）
- C：大谷地駅（大谷地バスターミナル）

北都交通運行
- M：南郷18丁目・福住3条9丁目（羊ヶ丘展望台）・澄川駅・電車事業所前・円山公園駅・場外市場
  - 2020年（令和2年）4月1日、「南27条西14丁目（北海道循環器病院前）」、「南13条西22丁目」停留所増設[57]。
  - 2021年（令和3年）11月1日、空港と札幌場外市場間のアクセス向上を目的に、一部便を円山公園駅より先「西28丁目駅」「二十四軒駅」経由「場外市場」まで試験運行[58]。1か月間の予定を延長し、運行継続。
- K：三井アウトレットパーク・札幌大学・真駒内駅・アパホテル&リゾート札幌（川沿）
  - 2020年（令和2年）4月1日、「福住3条5丁目（福住小学校前）」、「緑町1丁目」停留所増設[57]。
- E：南郷18丁目・南郷13丁目・地下鉄白石駅・美園駅・南14条行啓通・南8西14・南2西15・北9西14桑園（運休中[59]）
  - 2018年（平成30年）4月1日運行開始[60][61]
  - 2020年（令和2年）4月1日、「南18条西14丁目（伏見小学校前）」、「南11条西14丁目」停留所増設[57]。

中央バス運行
- A：北34条駅・麻生駅（麻生バスターミナル）・北24条駅
- Y：発寒南駅・宮の沢駅（宮の沢バスターミナル）
- B：環状通東駅・東区役所前駅・サッポロビール園
- 小樽運河ターミナル・小樽市内主要ホテル・小樽駅前（小樽ターミナル) - 詳細は札樽線 (北海道中央バス)を参照。

1954年（昭和29年）8月10日より北都ハイヤーがANA旅客専用ハイヤーを走らせたのを原点に、北都航空バス、北都バス、北都交通と現在に至るまで半世紀以上に渡り航空旅客の地上輸送路線として運行する。現在はANAとの提携を解き、路線バスとして運行されている（#歴史も参照）。2006年（平成18年）3月より札幌市内と千歳アウトレットモール・レラのアクセスとして南千歳駅に停車開始し、空港アクセスに限らない利用促進を図っている。
1992年（平成4年）のJR新千歳空港駅開業による影響を抑えるため、かつて日本航空 (JAL)との提携により運行され、停車停留所も異なり別の路線として運行していた中央バスと協力するようになり、段階的に両社時刻表への時刻併記や停車停留所の共通化が行われ、2002年（平成14年）より共通乗車券取扱が開始された。紙の乗車券は一部割引運賃を除き両社とも運行する系統の他、北都交通単独運行系統で中央バス発行の、中央バス単独運行系統で北都交通発行の乗車券が使用できるようになった。円山系統と真駒内系統ではWILLER TRAVELで空港発に限り便指定事前決済、期間限定で運賃の割引が行われていた。
札幌都心直行系統は、2013年（平成25年）7月1日より新千歳空港 - （新千歳空港IC - 北郷IC） - すすきの・札幌駅で運行を開始。同年12月1日から2014年（平成26年）3月31日までは冬期運休となった。2014年（平成26年）4月1日再開予定とされていたが、同日のダイヤ改正以降設定されなかった。2016年（平成28年）7月1日より千歳IC - 札幌北IC経由に変更の上、中島公園発着で再開設された。札幌都心系統通常便の中島公園経由は廃止、プレミアホテルTSUBAKI・すすきの経由に統一されている
中央バスが運行する新千歳空港連絡バスの詳細は千歳線 (北海道中央バス)#新千歳空港連絡バスを、北都交通が運行する上記以外の新千歳空港発着路線は#都市間高速バス（新千歳空港発着）を参照されたい。

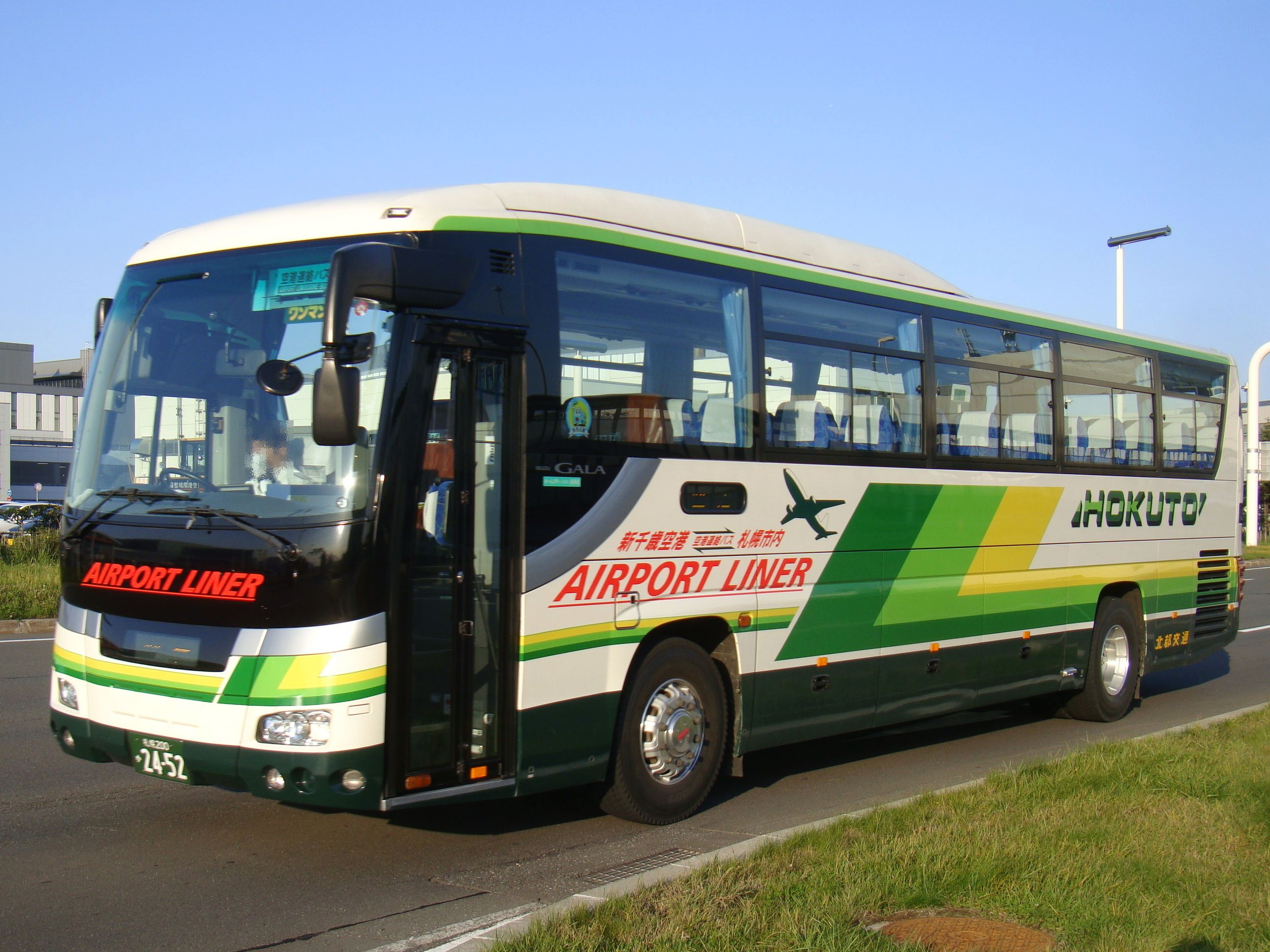
新千歳空港連絡バスには "AIRPORT LINER"の装飾が加えられた
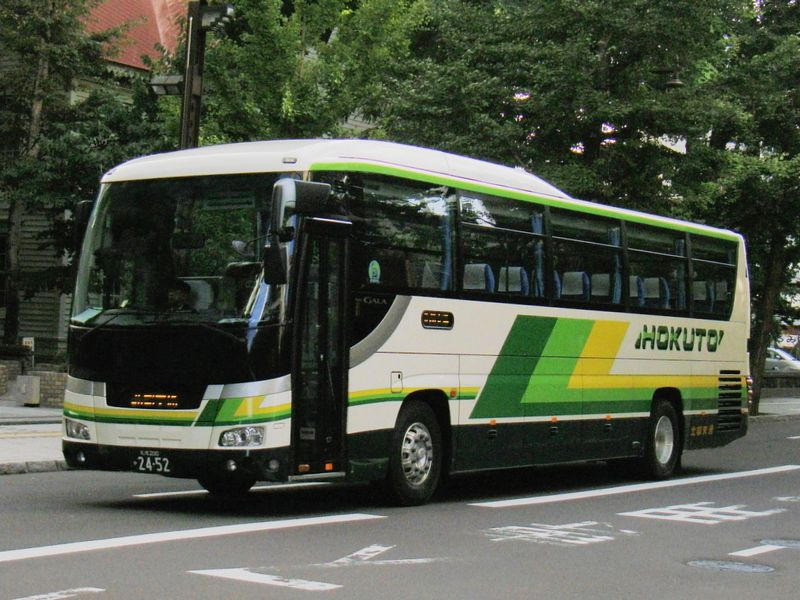
同車の当初の姿
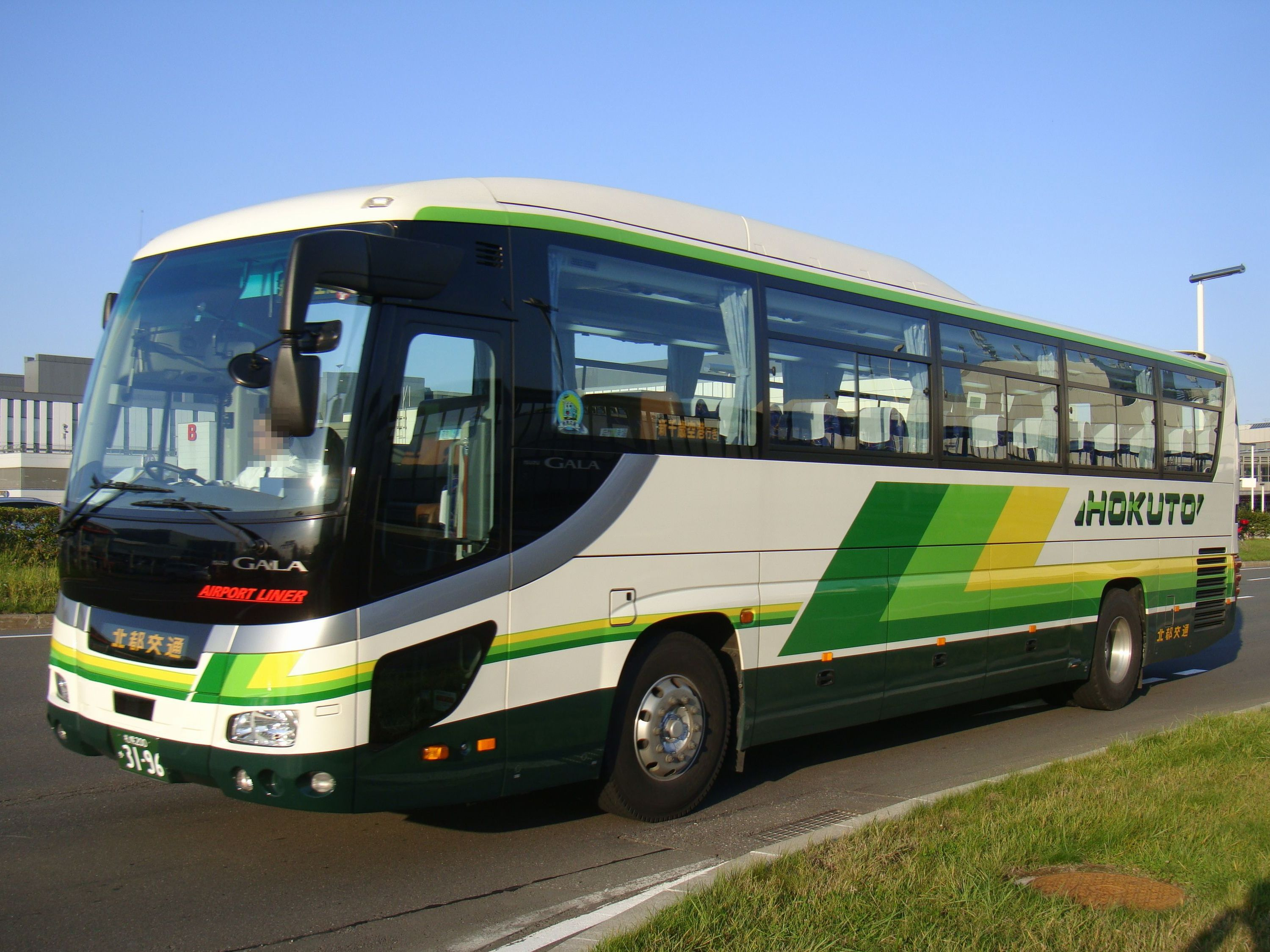
一部車両は装飾を抑えて導入される

#### 丘珠空港連絡バス

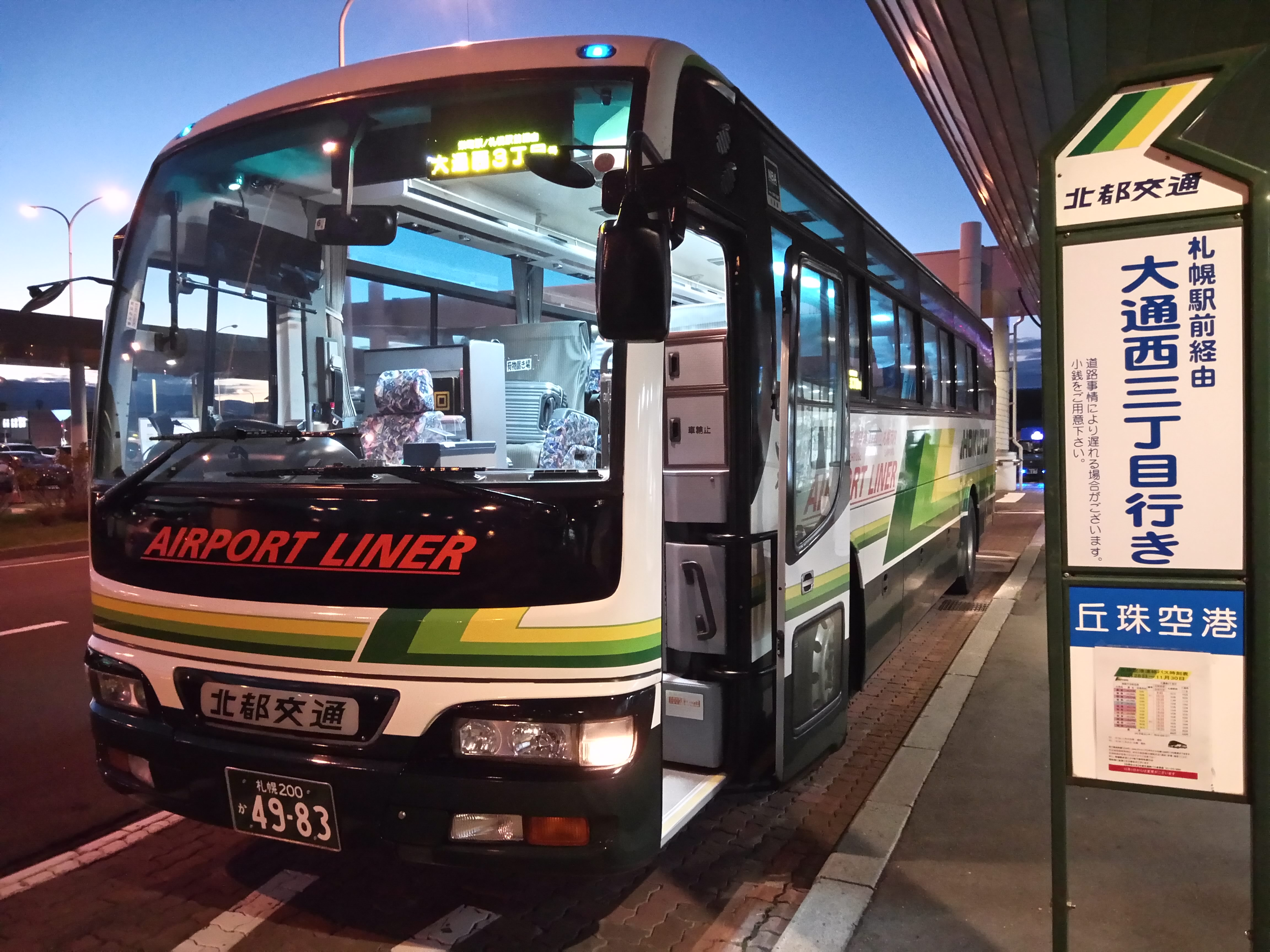
丘珠空港にて

- 丘珠空港 - 栄町駅・札幌駅前（12月1日から3月下旬までは丘珠空港 - 栄町駅間のみ運行）

1969年（昭和44年）5月1日、全日本空輸との提携により航空旅客および送迎客専用として夏期限定で開設。1981年（昭和56年）3月からは日本近距離航空（後のエアーニッポン）との提携で路線バスとして通年運行となった。2020年（令和2年）現在、日本航空（北海道エアシステム）便、フジドリームエアラインズ便の連絡バスを運行する。
栄町駅 - 札幌駅前間は麻生駅・北24西5・北大病院前を経由していたが、2002年（平成14年）6月1日より都心へ直行する現行経路となった。2010年（平成22年）10月1日より空港発は大通西3丁目（大通ビッセ前）終着、空港行は大通西6丁目（北都交通本社前）始発に延長されたが、2018年度をもって両停留所を休止し札幌駅前発着に戻された。
利用客減少により、札幌都心間との運行は2011年（平成23年）11月1日に休止され、同日より栄町駅間との運行に短縮された。2013年（平成25年）は夏期の利用客増加を見込み、6月1日から8月31日（延長により11月30日）まで都心間との運行を再開。2014年（平成26年）以降4月1日、2021年（令和3年）以降3月下旬の航空ダイヤ改正日から11月30日まで札幌都心との運行となった。2023年（令和5年）度は一部便を運行経路変更の上で札幌駅前まで冬期運行したが、2024年（令和6年）冬期は再び全便が栄町駅間との運行となった。

#### 都市間高速バス（札幌発着）

##### 高速はこだて号

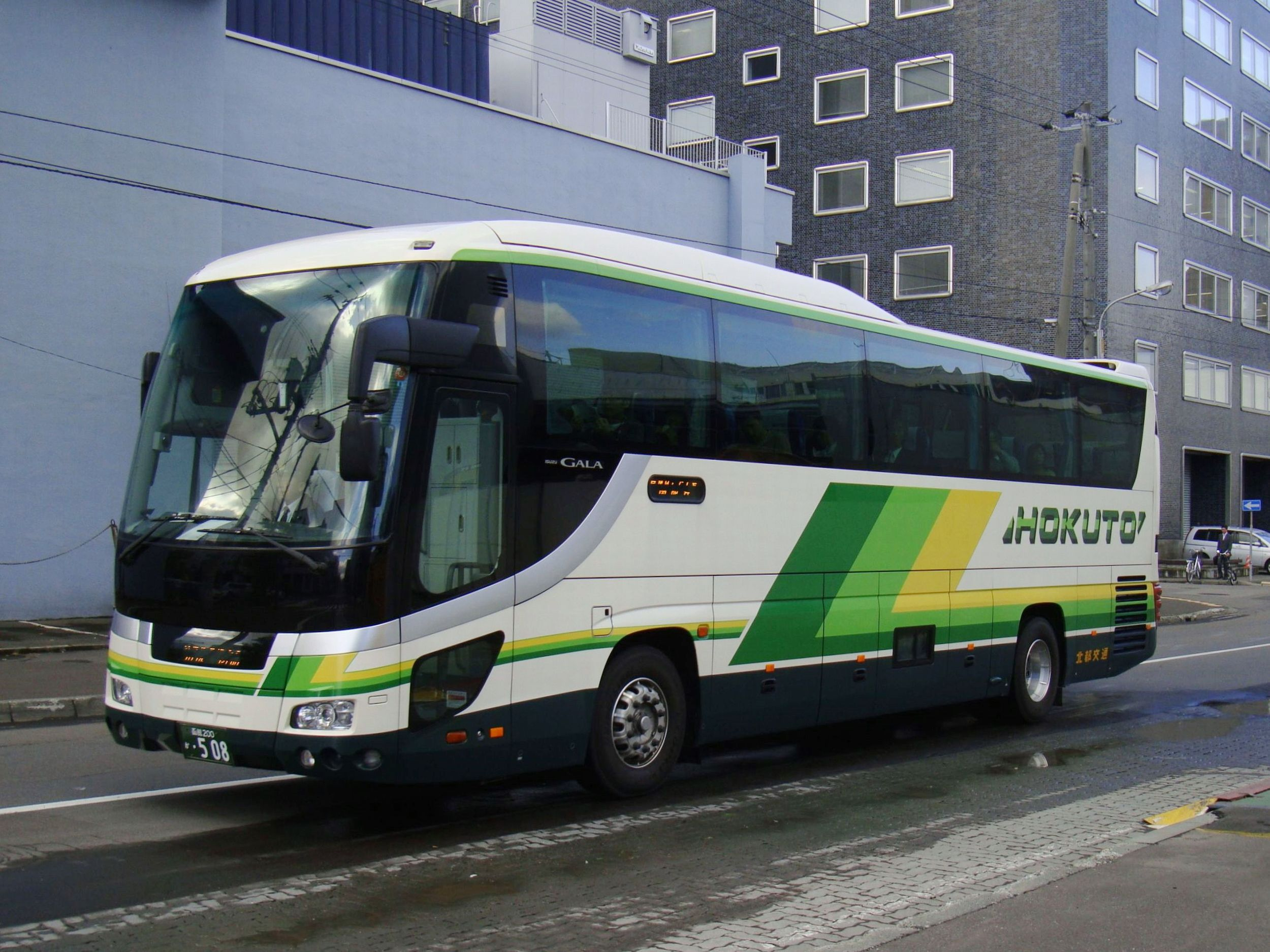
札幌ターミナル付近にて

- 札幌駅前・中央バス札幌ターミナル - 八雲・森・新函館北斗駅・函館駅前ターミナル・湯の川温泉（中央バス、函館バスとの共同運行）

予約制。1984年（昭和59年）3月1日に「オーロラ号」として北都交通単独で運行。会員制貸切バス（いわゆるツアーバス）として運行を開始した後に路線バスへ変更された。2003年（平成15年）4月21日より中央バスと道南バスが同区間で運行する「オーシャンドリーム」と統合、共同運行を開始した。

##### ポテトライナー（帯広）

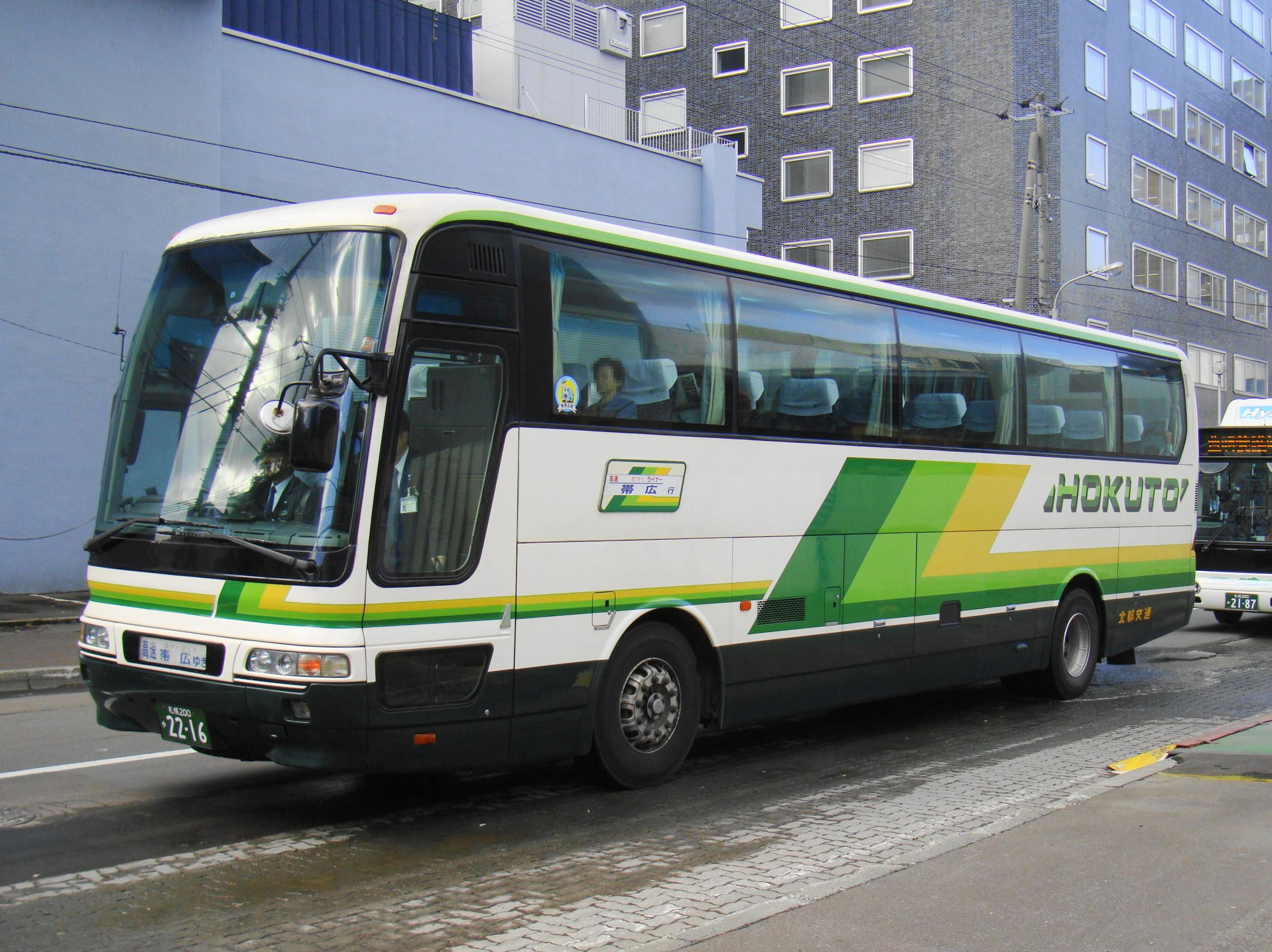
札幌ターミナル付近にて

- 札幌駅前ターミナル・中央バス札幌ターミナル - （特急/直行/芽室経由/音更経由）・帯広駅バスターミナル（中央バス、ジェイ・アール北海道バス、十勝バス、北海道拓殖バスとの共同運行）

予約制。1989年（平成元年）8月11日より繁忙期の臨時帰省バスとして各社1往復ずつを担当する5往復で運行を開始。1990年（平成2年）3月9日より「ポテトライナー」として通年運行が開始された。1995年（平成7年）12月1日に大谷地ターミナル、1997年（平成9年）9月1日に清水と芽室を新設し1往復を十勝川温泉まで延長。2002年（平成14年）12月1日には発車オ〜ライネットによるインターネット予約開始し御影を新設。2005年（平成17年）4月1日より音更経由（音更大通11丁目、木野大通16丁目、木野農協前）2往復を新設し、芽室経由は4往復とし臨時便を廃止。2009年（平成21年）12月23日から音更経由を1往復増回。2011年（平成23年）10月30日の道東自動車道全通による改正で直行便を含む3往復を増回し計10往復、所要時間が約20分短縮となった。2017年（平成29年）4月1日に十勝川温泉発着便を廃止。2018年（平成30年）6月2日より土日祝限定の特急便（途中無停車）を2往復新設した。
直行便は往復とも札幌ターミナル発着で、札幌行に札幌駅前降車停留所を設定。帯広市内は十勝バス本社に停車しパークアンドライドを設定する。帯広行は路線開設以来札幌ターミナル始発で、札幌駅前ターミナルおよび札幌駅前は札幌行の降車のみ扱っていたが、2016年（平成28年）4月1日より経由便、直行便とも札幌駅前ターミナルで帯広行の乗車扱いを開始した。
2022年（令和4年）4月1日のダイヤ改正で特急便を廃止。道の駅おとふけへの乗り入れ開始。芽室経由を2往復減便。直行便を帯広競馬場経由に経路変更し2往復増便した。
運行を開始するにあたり中央バスが共同運行事業者を募ったところ、他4社が名乗りを上げた。1路線5社での運行は極めて異例であり北海道運輸局の指導で調整が図られたが不調に終わり、結局5社揃って認可された経緯がある。

札幌と帯広の間は200キロ程度の距離であるが、帰省バス当時から夜行便が設定されていた。1991年（平成3年）9月20日の国道274号日勝峠ルートへの変更に伴う改正で定期運行を廃止し、2000年（平成12年）夏期まで繁忙期臨時便として運行されていた。

##### オーロラ号（根室）

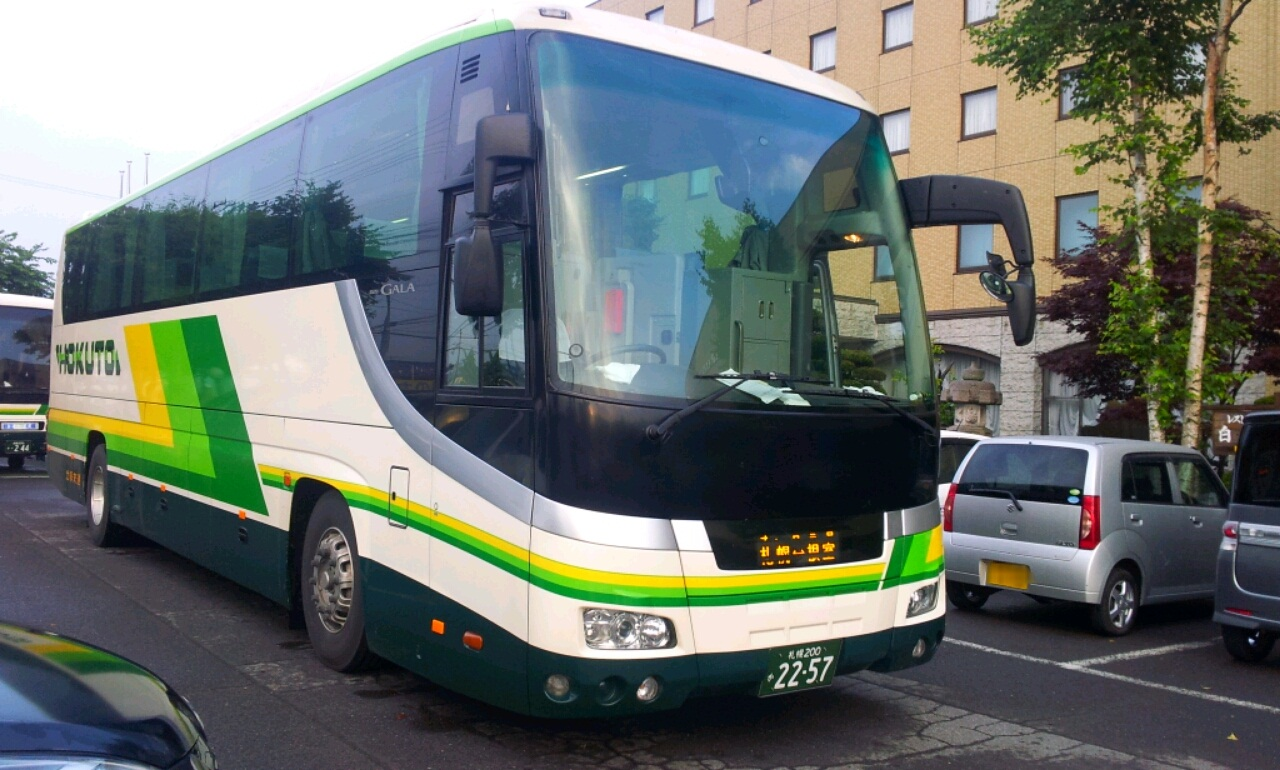
トーヨーグランドホテル（中標津）にて

- 札幌駅前/大通バスセンター - （中標津・別海経由/直行）・厚床・根室駅前ターミナル・有磯営業所（根室交通と共同運行）

予約制、夜行便のみの運行。中標津・別海経由と直行便を1往復ずつ運行していたが、2011年（平成23年）4月1日より直行便は金曜 - 日曜と祝日・祝前日の運行に変更された。繁忙期は昼行の臨時便が設定される場合がある。
1992年（平成4年）8月7日から8月31日まで臨時直行便を運行し、同年11月20日より定期運行化されている。1993年（平成5年）7月20日より厚床を新設。1997年（平成9年）6月1日より別海・中標津経由便の運行を開始した。中標津の乗降場所となるトーヨーグランドホテルでは、オーロラ号利用者向けに喫茶室とロビーを待合所代わりに開放する。

両社で運行管理委託を行っており、本別町の乗務員休憩地点を境に札幌側の運行を北都交通が、根室側の運行を根室交通が担当する。

##### 特急わっかない号
- 札幌駅前/大通バスセンター - 稚内駅前ターミナル・稚内フェリーターミナル（宗谷バスと共同運行）

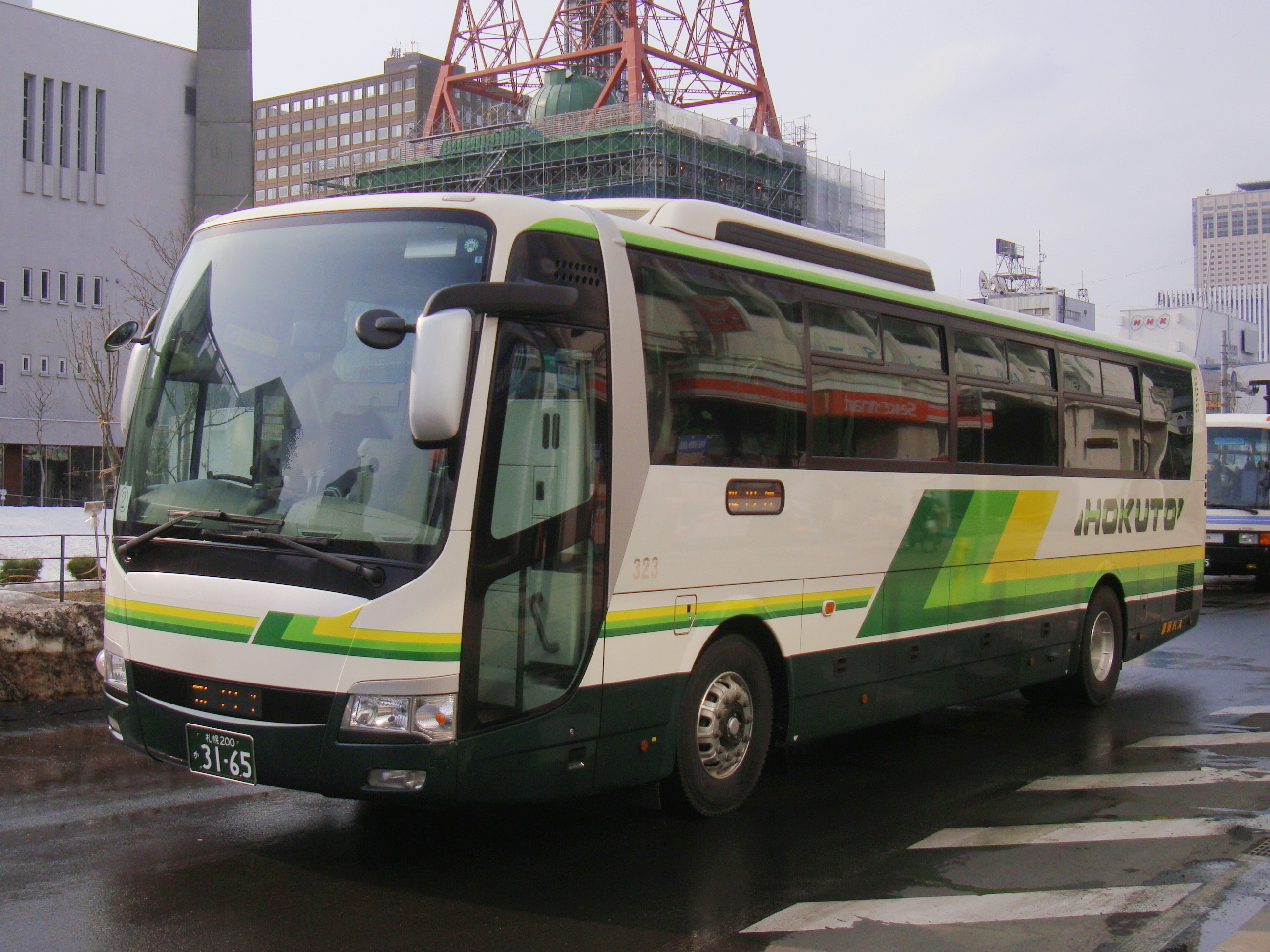
特急はまなす号（銀嶺バス運行時）

旧・銀嶺バス路線。予約制。行程の内札幌留萌間は、昼行便・夜行便共に道央自動車道と深川留萌自動車道を通行する。
座席は原則として3列独立シートで、夜行便は前3列が女性専用席となる。夜行便は運行両社で運行管理委託を行っており、小平 - 稚内間は宗谷バスが担当する。道の駅おびら鰊番屋で上り便と下り便が合流し、双方の乗務員が車両を交換して基点に戻る。
1981年（昭和56年）4月1日運行開始。当初は会員制貸切バス（いわゆるツアーバス）として運行された。豊富町にも停車したが、1985年（昭和60年）4月1日に前年より沿岸バスが札幌 - 羽幌 - 豊富間の運行を開始したことを受けて廃止されている。札幌市内は当初京王プラザホテル札幌に発着していたが、札幌駅前ターミナル、センチュリーロイヤルホテルへの変更を経て現在は大通バスセンター発・札幌駅前着で運行。2005年（平成17年）11月よりバスを利用した生鮮品輸送サービスを試験的に開始した。
宗谷バス運行便とは競合していたが、バス路線新規参入自由化や、JRの「宗谷」などの特急化に対する競争力強化のため2001年（平成13年）7月20日より共同運行を開始し、運賃値下げや回数乗車券設定を行っている。共同運行開始後も愛称名は「特急はまなす号」、宗谷バスは「特急わっかない号」と別々であったが、2022年（令和4年）1月現在「特急わっかない号」に統一されている。

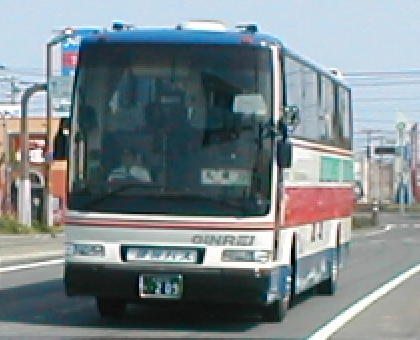
銀嶺バス旧来塗装3列シート車 稚内市内にて
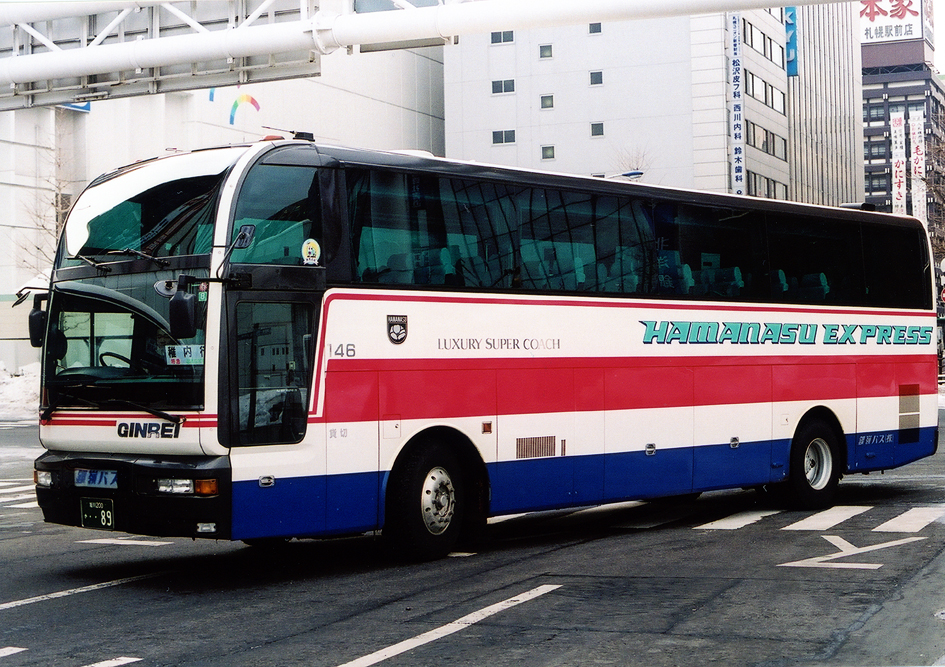
銀嶺バス旧来塗装4列シート車 2001年、札幌駅前ターミナル入線の様子

#### 都市間高速バス（新千歳空港発着）

##### とかちミルキーライナー（帯広）

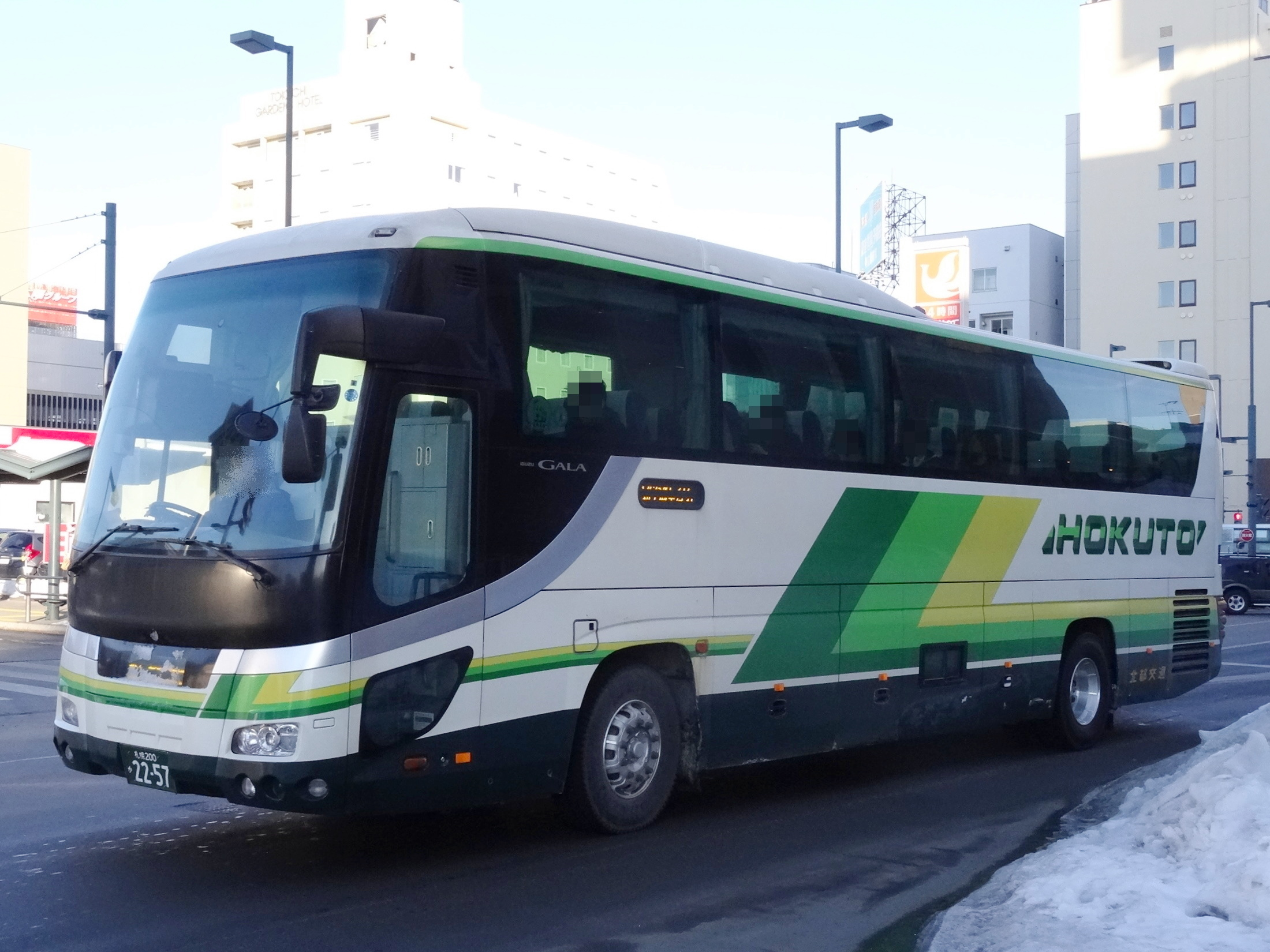
帯広駅前にて

- 南千歳駅・新千歳空港 - おびうん観光前/道の駅おとふけ・帯広駅バスターミナル・十勝川温泉（帯運観光との共同運行）

予約制。2008年（平成20年）1月17日に帯運観光とともに路線認可申請を行い、同年4月25日より4往復で運行を開始した。2009年（平成21年）7月1日の3往復に減便と同時に南千歳駅延伸、同年12月18日の一部便十勝川温泉延伸、2011年（平成23年）10月30日の道東自動車道全線開通による所要時間35分短縮、4往復への復便を経て、2016年（平成28年）12月1日より5往復運行する。

帯運観光帯広営業所にパーク&ライド専用駐車場を設置する。

##### 快適湯ったりライナー（定山渓）
- 新千歳空港・南千歳駅 - 小金湯温泉・定山渓温泉（運休中[86]）

2008年（平成20年）7月1日開設。従前より新千歳空港連絡バス真駒内系統と12 定山渓線（じょうてつ運行）の乗継割引乗車券を発売している。
2014年2月28日をもってじょうてつが撤退。

##### たいせつライナー（旭川）
- 南千歳駅・新千歳空港 - 7条昭和通・旭川駅前・共栄バスセンター（旭川電気軌道との共同運行）

予約制。2018年（平成30年）4月25日より4往復で運行を開始した。

#### 都市間高速バス（営業協力）
予約発券受付等を行う「特急えさし号」（札幌 - 歌登・枝幸）については、宗谷バス#特急えさし号を参照。
バスNAVI北海道提供等を行う「千歳オホーツクエクスプレス」（新千歳空港 - 北見・網走）については、網走バス#千歳オホーツクエクスプレスを参照。

#### 主な休廃止系統

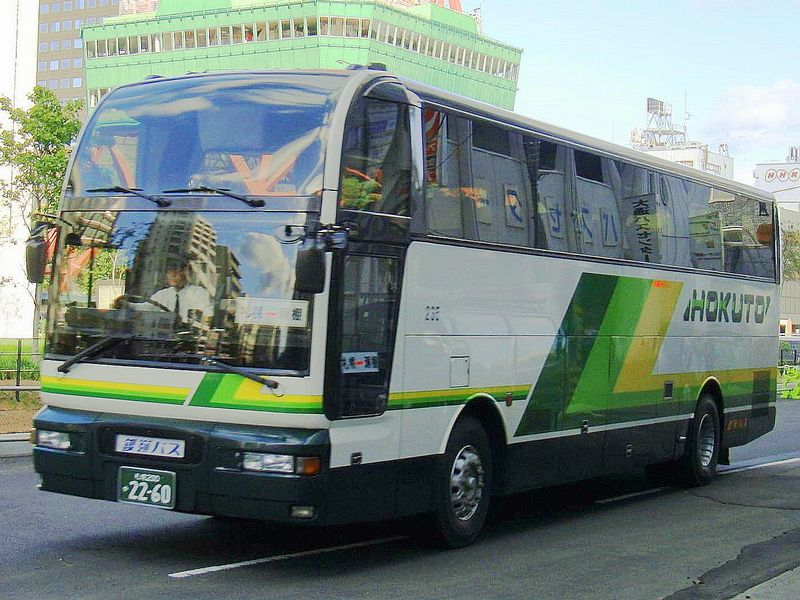
特急せたな号（銀嶺バス運行時）

新千歳空港連絡バス麻生駅系統
中央バスとは別系統
函館空港 - 大沼公園 - 鹿部ロイヤルホテル
2002年（平成14年）4月1日までに全区間休止。
函館駅前 - 函館港フェリーターミナル - 大沼公園
2002年（平成14年）4月1日までに全区間休止。
特急すずらん号 旭川 - 稚内
旧・銀嶺バス、道北観光バス路線
競合していた宗谷バス特急わっかない号旭川系統はその後も残存していたものの、2010年3月31日の運行をもって休止。
特急るもい号 札幌 - 留萌
旧・銀嶺バス、道北観光バスによるツアーバス形態での運行。
特急札幌江差線
旧・銀嶺バス路線。2005年（平成17年）の夏休み期間より運行し江差 - 奥尻航路に接続。途中乙部町にも停車した。2006年（平成18年）度をもって廃止。
特急せたな号 札幌 - 瀬棚
旧・銀嶺バス路線。長万部物産センター・今金町民センター・温泉ホテル北檜山を経由しせたなフェリーターミナル（夏期）/せたな総合支所（年末年始）を結んでいた。2018年（平成30年）度の運行をもって休止。
夏期はハートランドフェリー奥尻 - 瀬棚航路（休止）に接続運行し、関連会社の北海道アクセスネットワークがバス往復と奥尻島観光をセットにした旅行パックを発売していた。かつては豊浦町立国保病院にも停車していたが、長万部駅前の長万部物産センターへの変更と同時に廃止されている。
2018、2019年度の年末年始期間には、東ハイヤーが札幌 - 今金・せたな間で帰省バス（ツアーバス）を期間限定催行した。
新千歳空港 - 苫小牧西港フェリーターミナル
2012年（平成24年）4月1日開設、2019年（平成31年）4月1日休止。

#### 定期観光バス（休止）
かつては札幌発着の、ジンギスカンの夕食をとった後にキャバレーでショーを見物する成人限定の定期観光「夜の札幌お楽しみツアー」や、増毛町内関連施設での休憩等を含めた天売島・焼尻島を巡るコースが設定されていた。
HKB（旧・檜山観光バス）との共同で、函館駅や湯の川温泉を発着地とし、函館市内観光、函館山登山バス、大沼公園めぐりなどの定期観光バスを運行。2020年（令和2年）春より運休中。

### 貸切バス

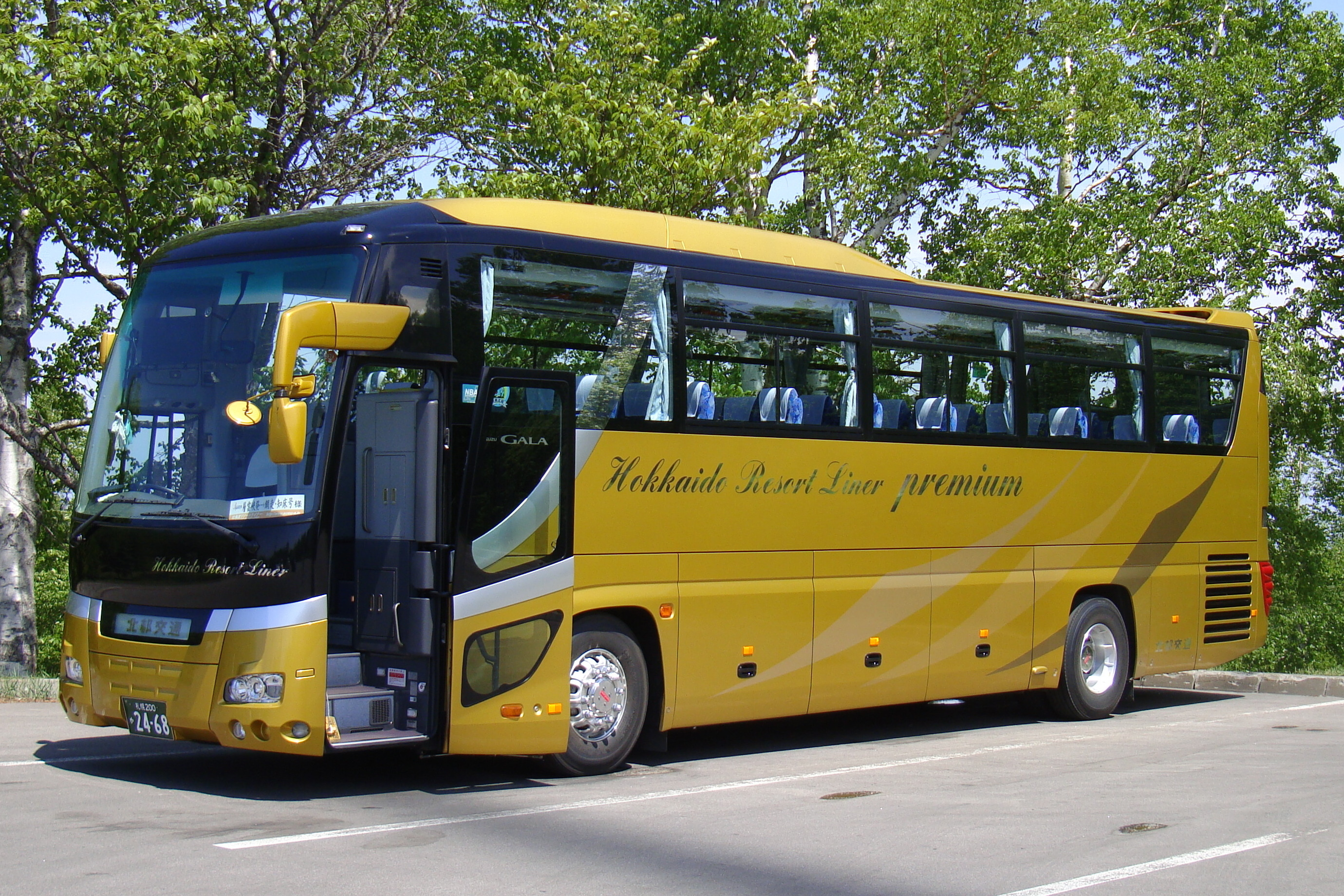
北海道リゾートライナー

貸切バス事業は札幌運輸支局管内、離島を除く函館運輸支局管内、室蘭運輸支局管内のうち苫小牧市、勇払郡、白老郡、虻田郡、伊達市での発着が認められている。会社再建前は63台であったが、2012年（平成24年）9月現在は36台となっている。銀嶺バスは事業譲渡まで札幌運輸支局管内、旭川運輸支局管内発着が認められ、車両を35台保有していた。
関連会社である北海道アクセスネットワーク主催のツアーバス「北海道リゾートライナー」の運行を担当、専用塗装を施された車両が使われる。

### 車両
1959年（昭和34年）7月25日の北都航空バスによるANA旅客地上輸送開始時には三菱製の空気ばね車を導入し、荷物置場設置などの改造を行って旅客定員は42名として運行した。1963年（昭和38年）には層雲峡の渓谷美を一望できるようにと総ガラス張りの特別仕様展望車2台が導入されたが、夏場の太陽照りつけによる車内温度急上昇に悩まされ、数年後に廃車された。その後は三菱製を中心に導入し、1979年（昭和54年）からはデッカー車の導入を開始。当時の北海道に冷房車は不要とされていた中で中央バスが前年から冷房車を導入したことから、同年より冷房車での導入となった。非冷房で導入された1978年（昭和53年）年式車15台は富山県の呉羽自動車工業（現：三菱ふそうバス製造）に送って冷房化改造を施している。
昭和後期から平成初期にかけてMS7系エアロバスを大量導入し旧式車両を置き換えている。スーパーハイデッカー車は1989年（平成元年）12月にエアロクィーンMを導入し同月の帯広臨時帰省バスで使用された。1990年（平成2年）までに10台が導入されてオーロラ号などでも使われた。
全日空スカイホリデー専用車として、1982年（昭和57年）にネオプラン・スカイライナー1台、翌1983年（昭和58年）に三菱ふそう・エアロキング2台の2階建てバスが導入され、定期観光バス等に転用された後に廃車となった。2006年（平成18年）には日の丸自動車興業よりスカイバス東京のネオプラン・スカイライナーを借り受け、6月27日から8月27日まで「スカイバス札幌」として運行した。
大型車は三菱製で統一が図られた一方で、中型車は日産ディーゼル（現:UDトラックス）製で統一が図られていた。銀嶺バス傘下となった以降は新車・グループ内移籍車・中古車ともにいすゞ製や日野製も導入される。

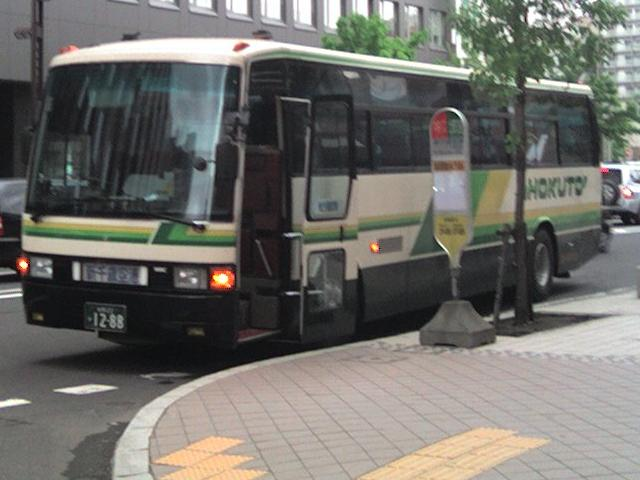
大量導入されたMS7系エアロバス（画像は1991年式）
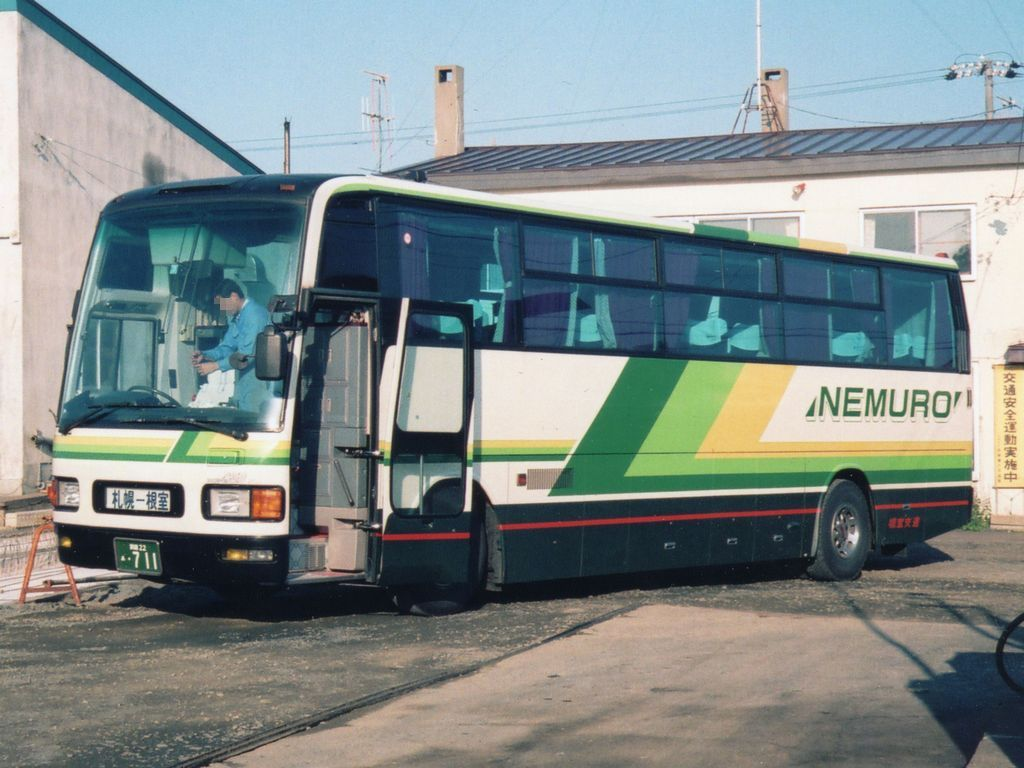
1990年に導入されたエアロクィーン（画像は根室交通へ移籍後）
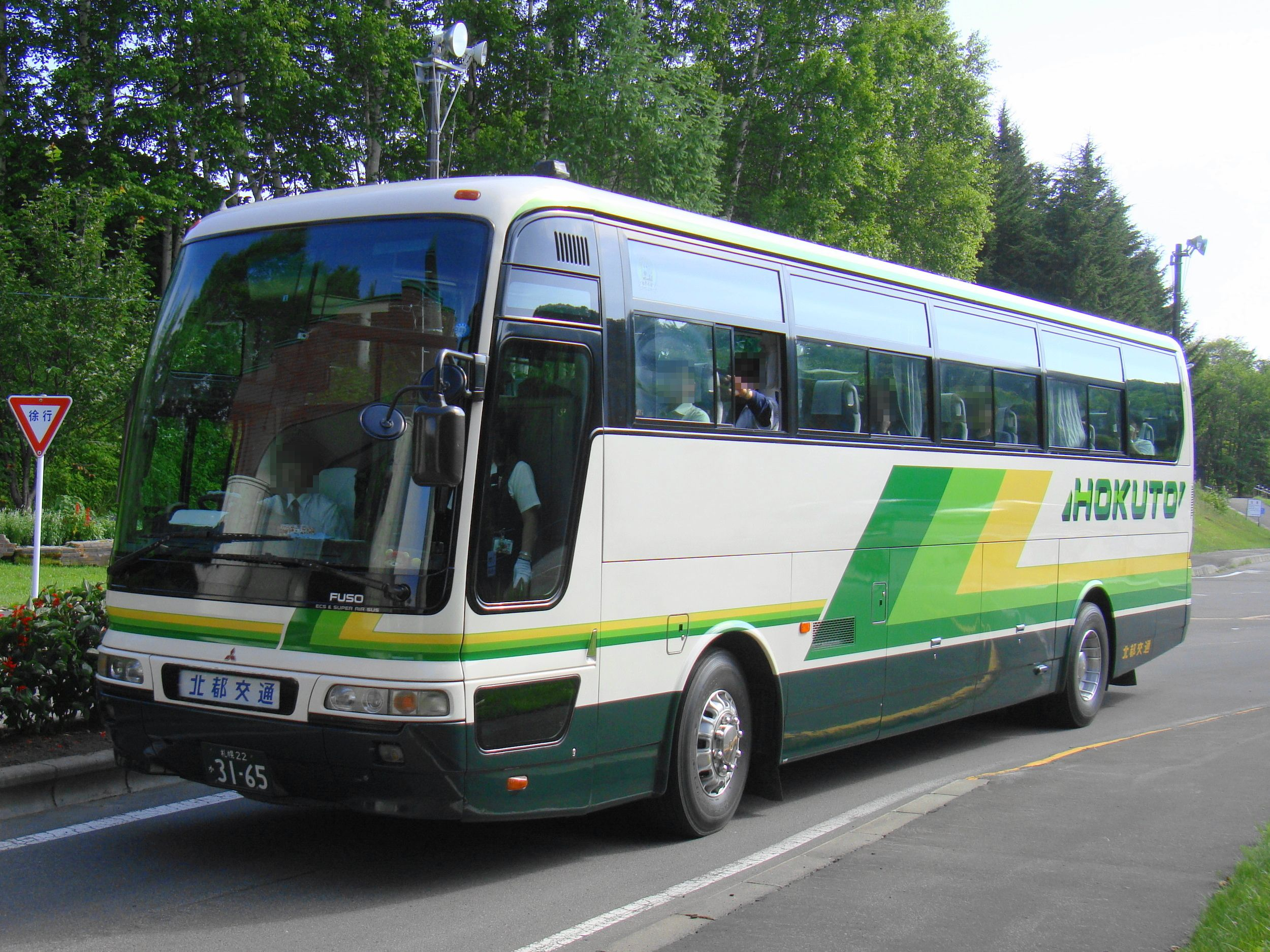
貸切バス（エアロクィーンI）
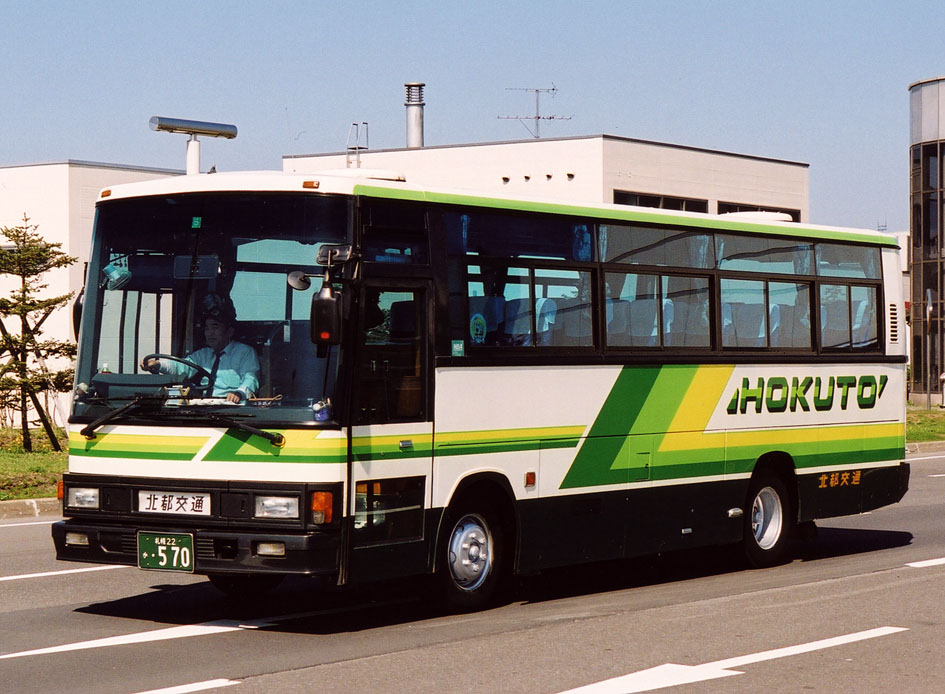
中型貸切バス（日産ディーゼルRM）
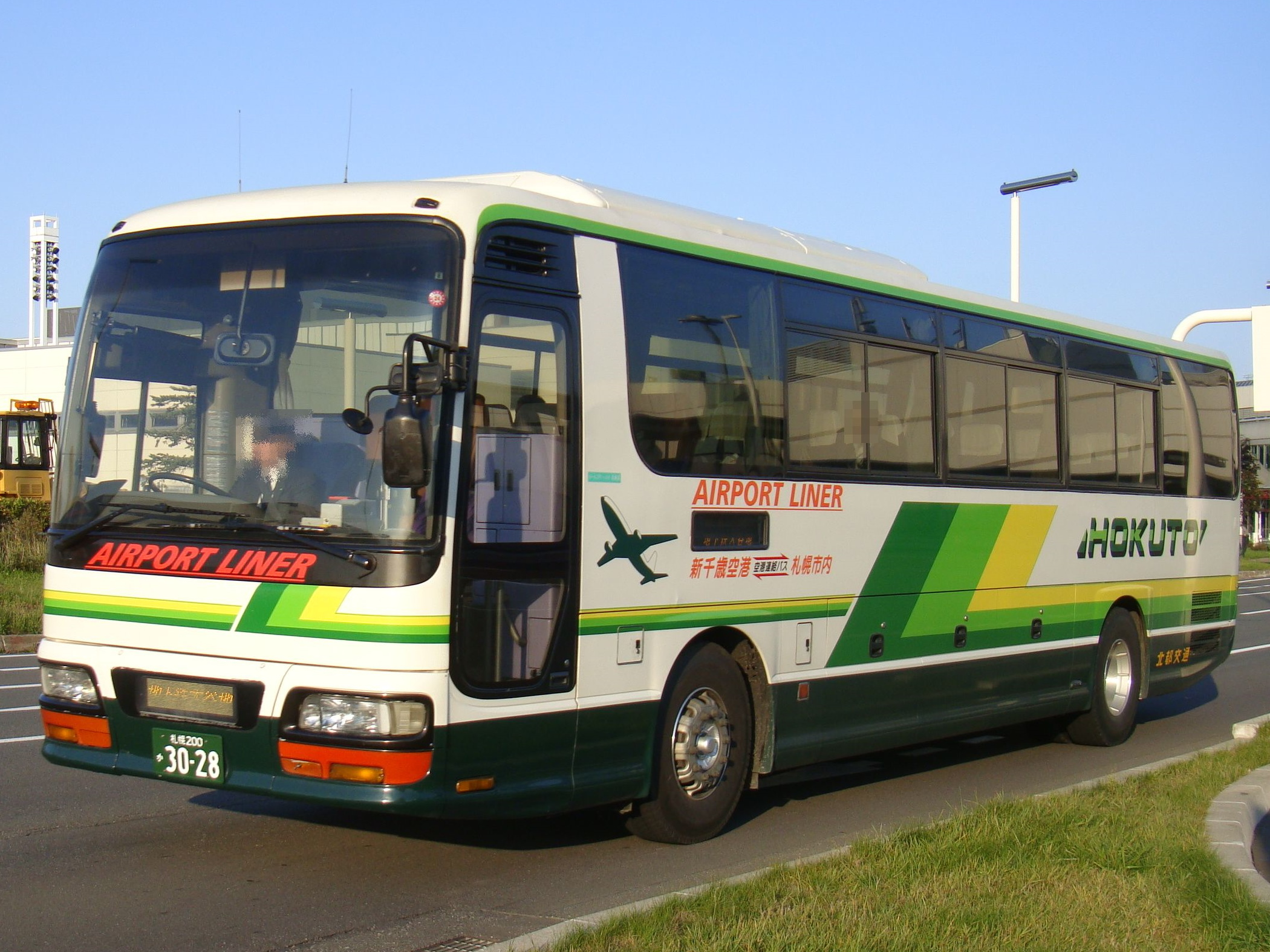
中古導入路線車（いすゞ・ガーラ）
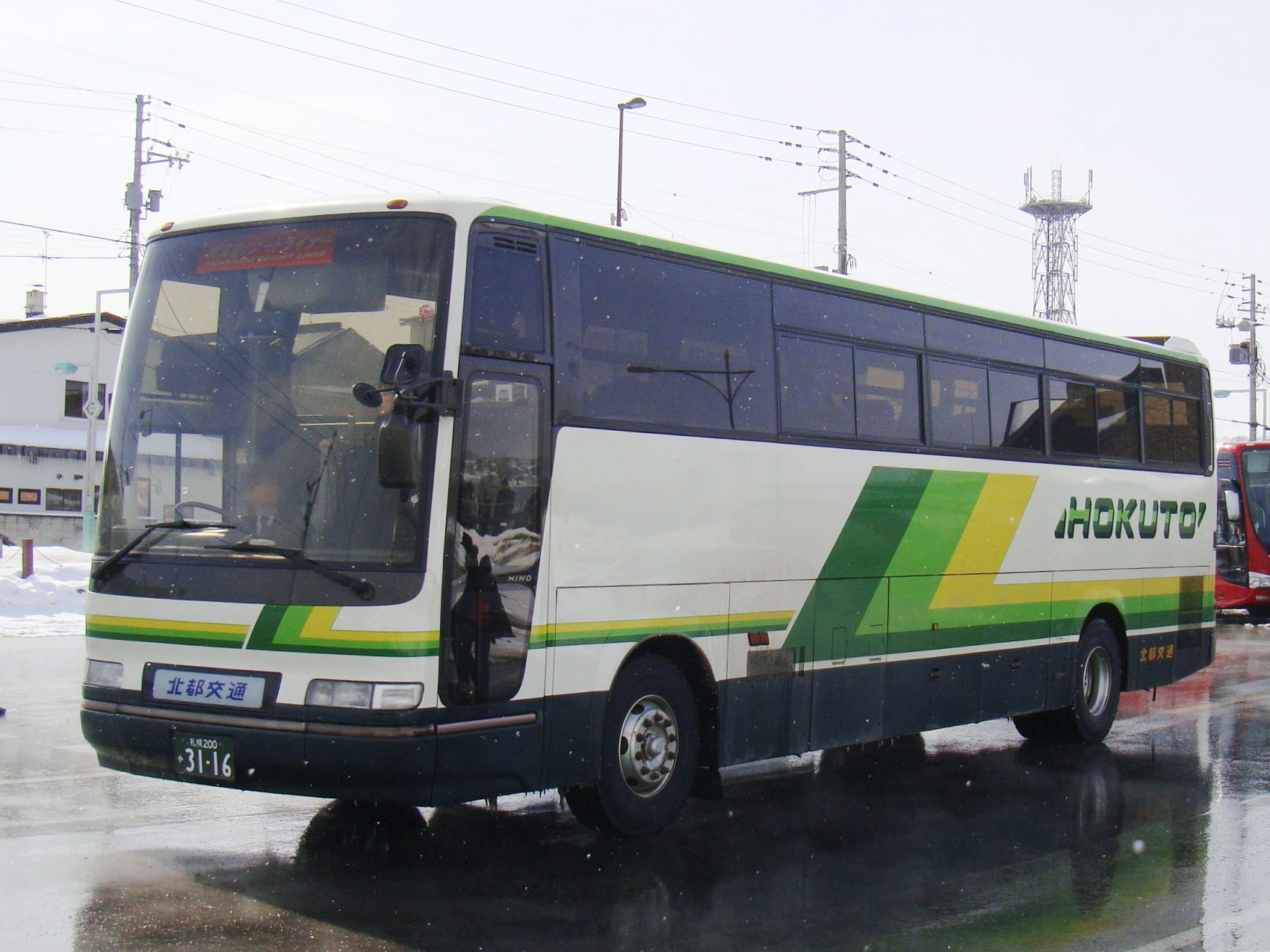
中古導入貸切車（日野・セレガ）

銀嶺バスは2008年（平成20年）に解散したブルーバスグループに加盟していたが、共通塗装は導入していなかった。

銀嶺バス 旧来からの塗装
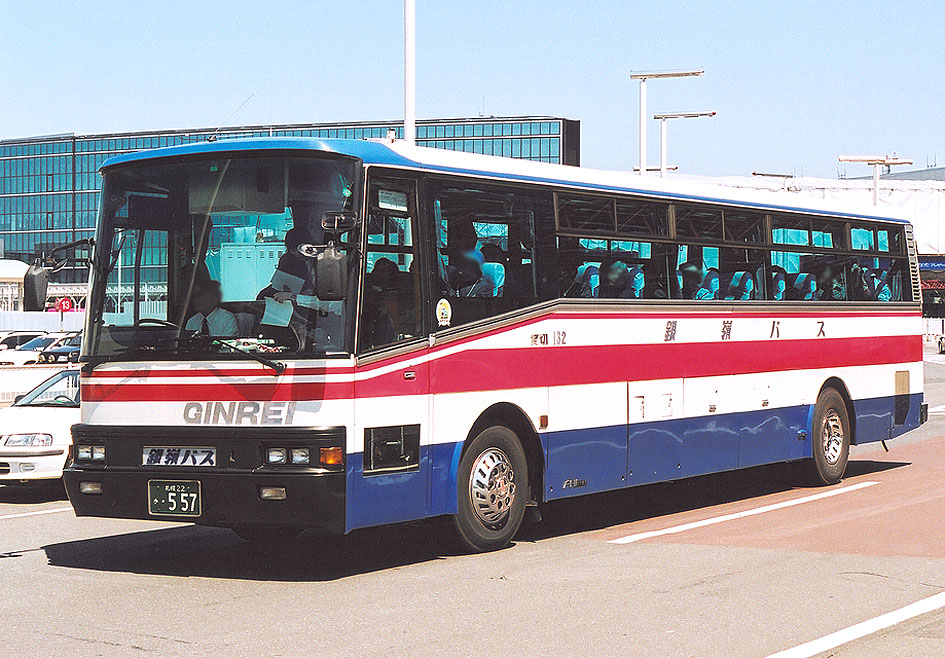
日野 P-RU638BB 富士重R3
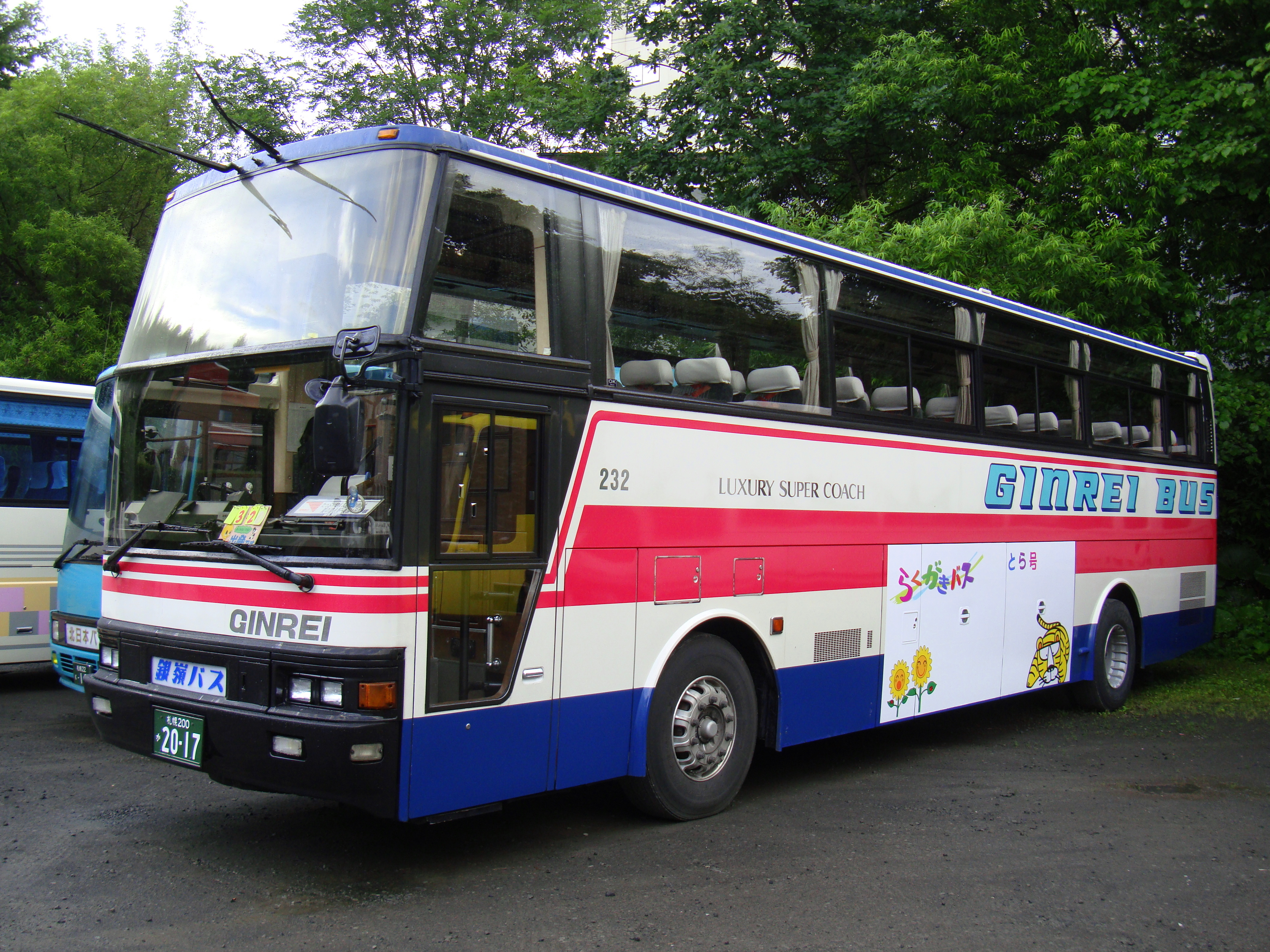
スーパークルーザー らくがきバス・とら号
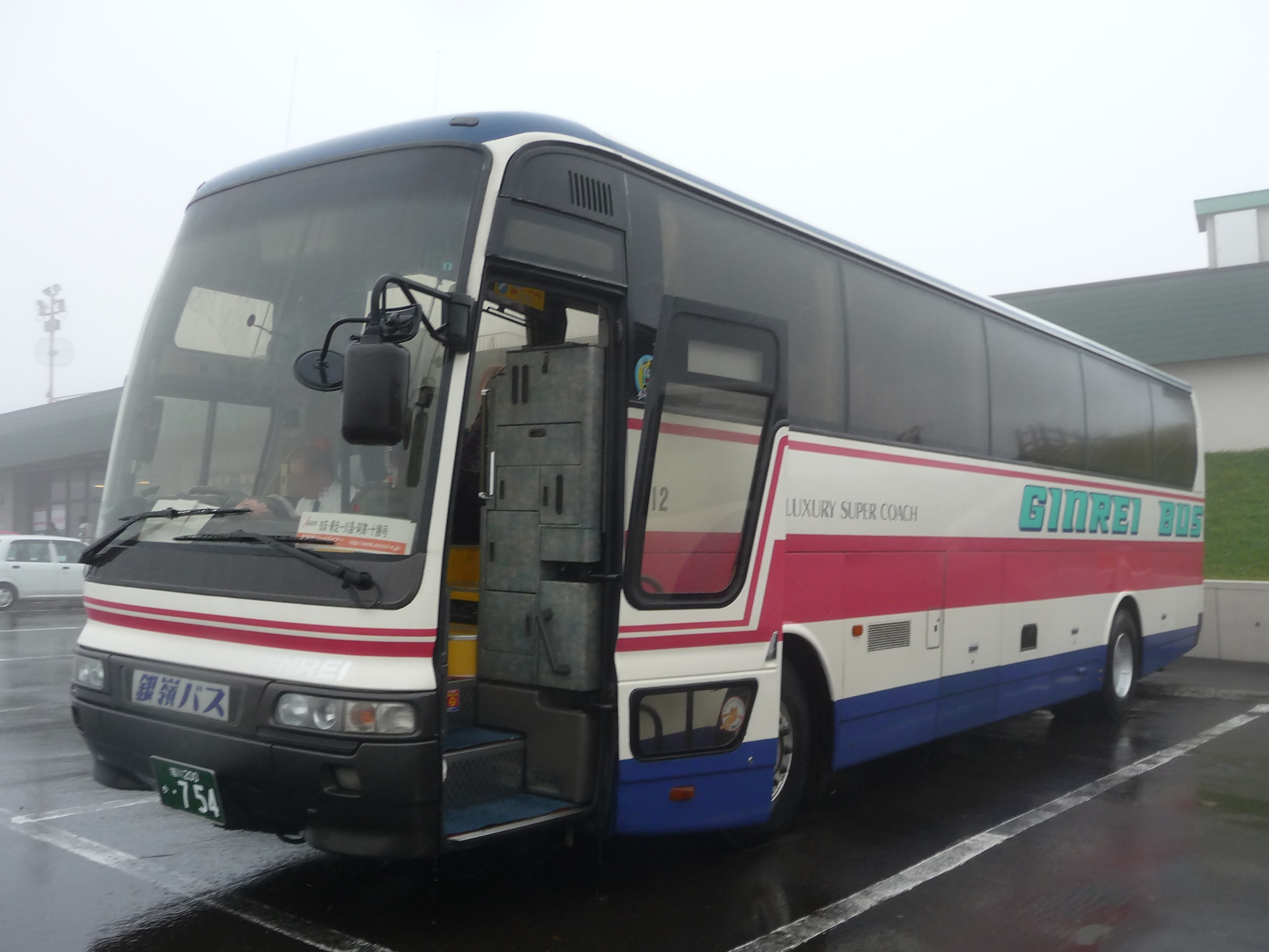
エアロクィーンI 元特急はまなす号車両
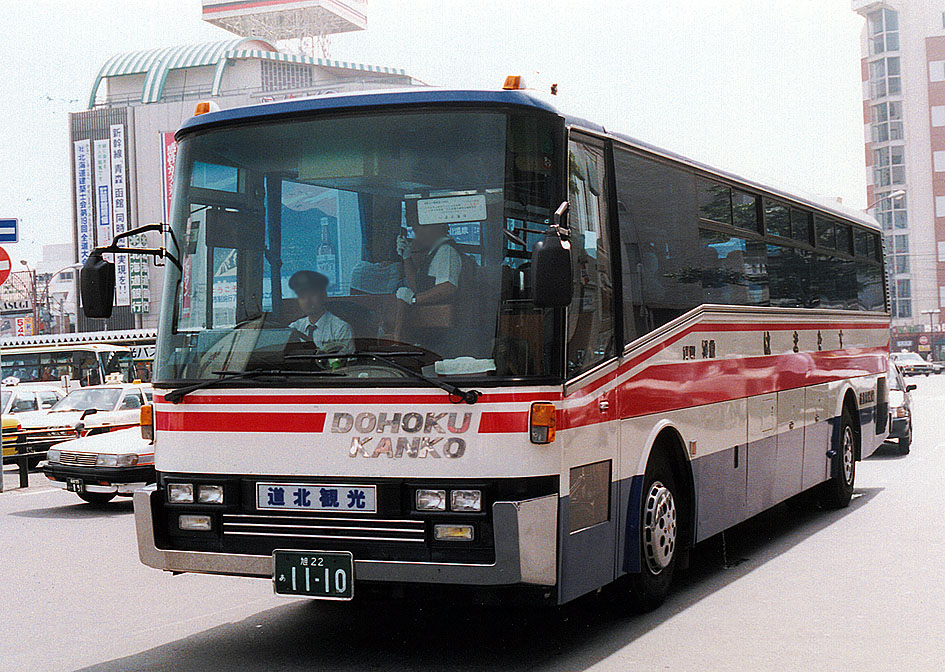
道北観光バス いすゞ P-LV219S 富士重R3

銀嶺バス その他塗装
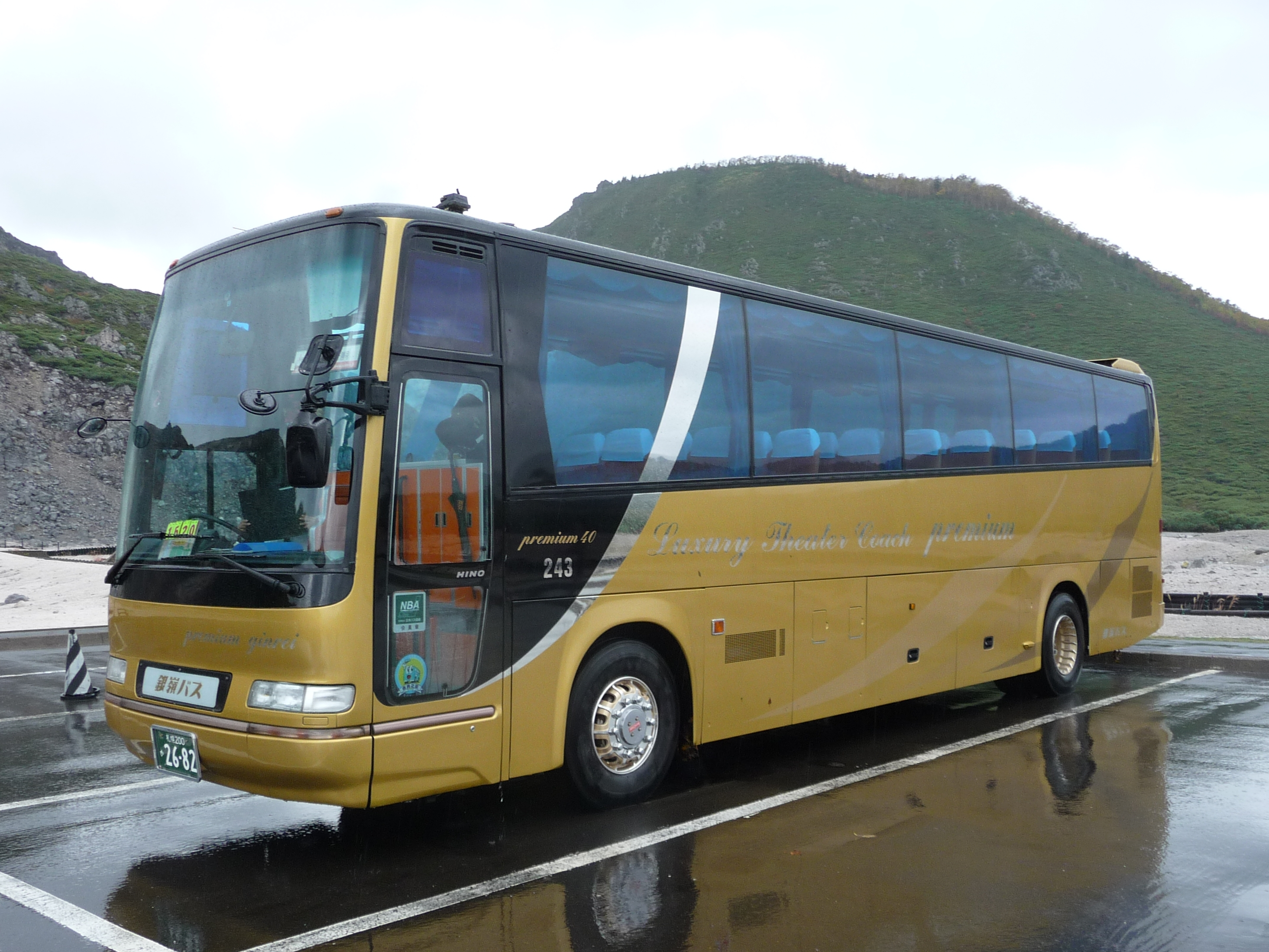
セレガGT
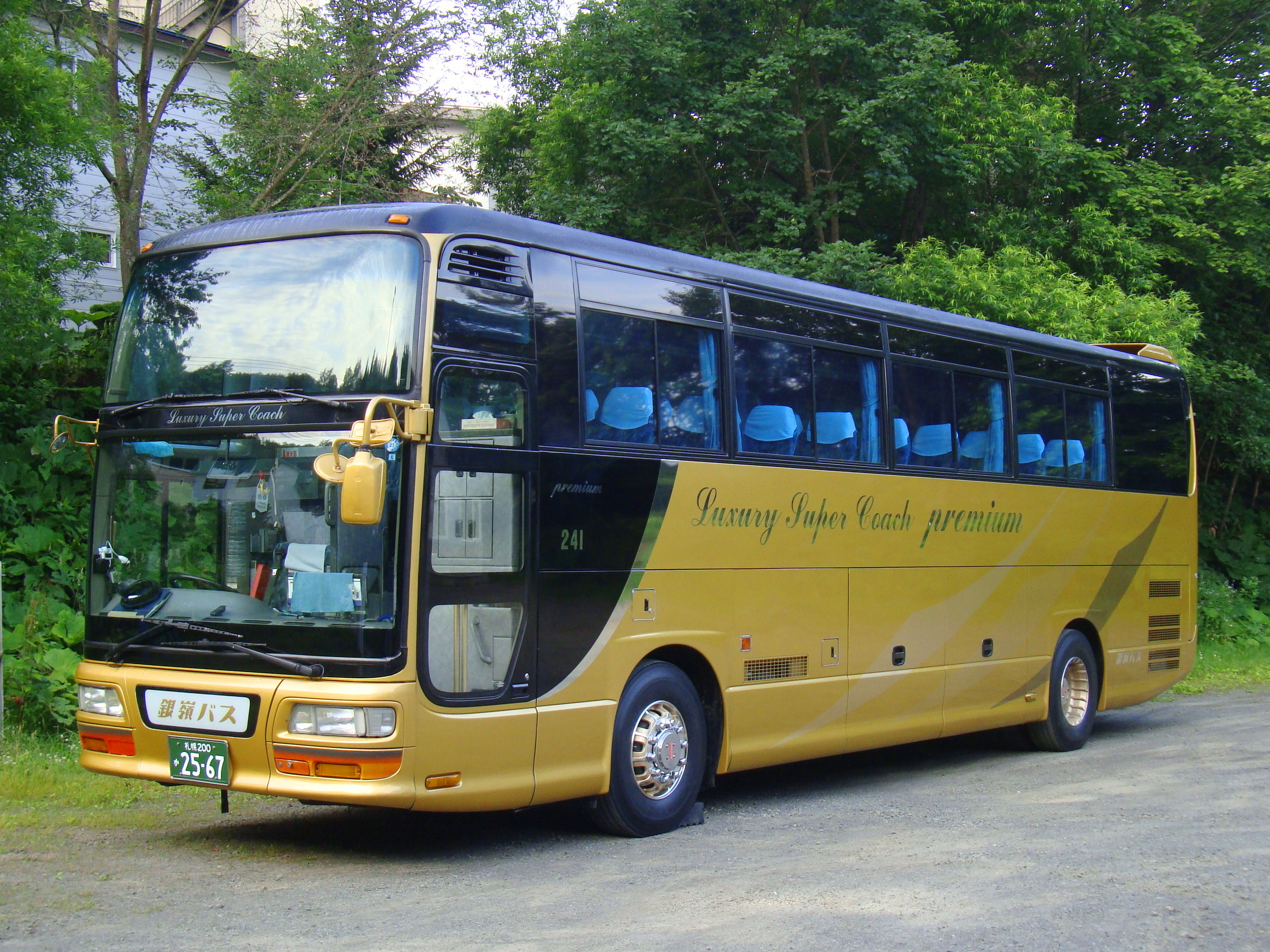
ガーラGHD
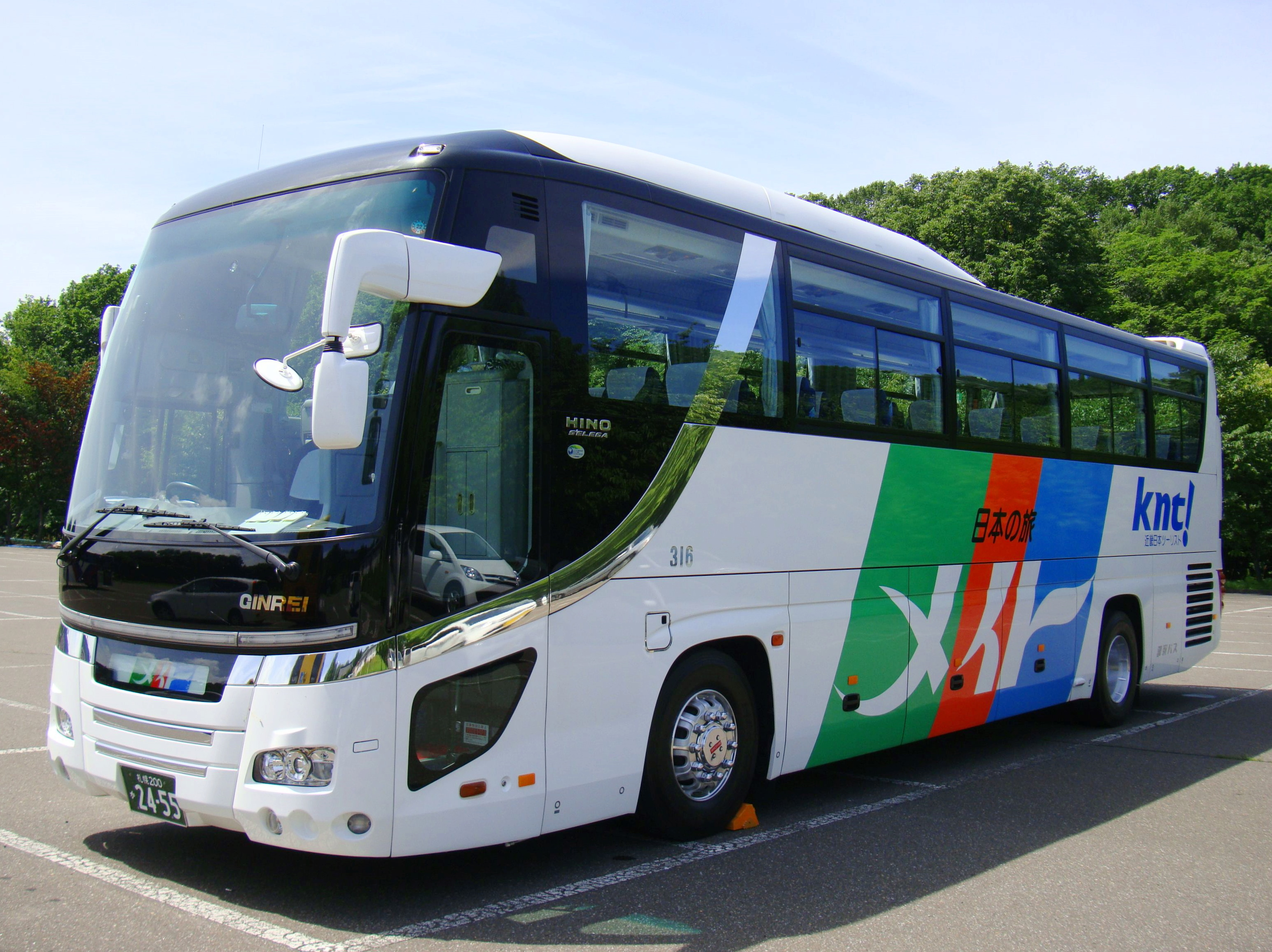
セレガ 近畿日本ツーリスト塗装
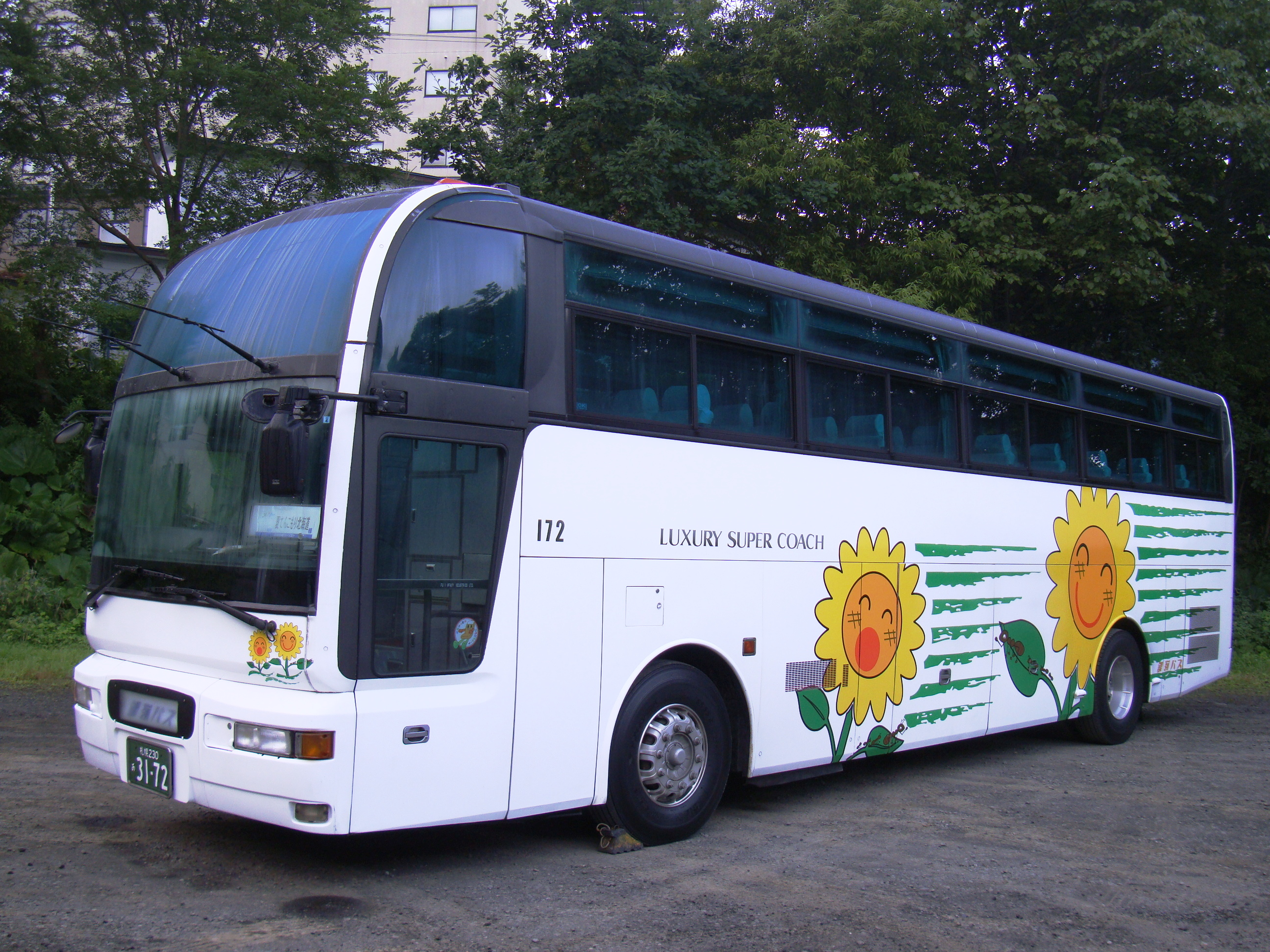
スーパークルーザー ひまわり塗装

## 関連会社
- 北海道アクセスネットワーク株式会社 - 旅行業、バスツアー催行など。本社は北都交通本社と同じ「北都ビル」に入居する[1][97]。
- 株式会社トランスファー・サービス - 本社は北都交通本社と同じ「北都ビル」に入居する[1]。
- 共栄ホールディングス株式会社 - 本社は北都交通本社と同じ「北都ビル」に入居する[1]。
- 渡辺産業株式会社 - 北海道札幌市中央区大通西6丁目10−11[1]。生命保険・損害保険取扱業。
- 北都ハイヤー株式会社 - タクシー・ハイヤー業[1][98]。北海道稚内市潮見5丁目5番1号[1][98]。配車用電話番号の下4桁には、かつての「札幌タクシー無線事業組合（ニコニコ無線）」と同じ「ニコニコ」を使用する[98]。
- 根室交通株式会社 - 北海道根室市光和町2丁目10番地2[1][99]。貸切バス・乗合バス事業者[99][9]。北海道バス協会会員[9]。
- 根室観光交通株式会社 - 北海道根室市宝林町5丁目2番地[1]。貸切バス事業者[9]。北海道バス協会会員[9]。